# Moderní zahrada

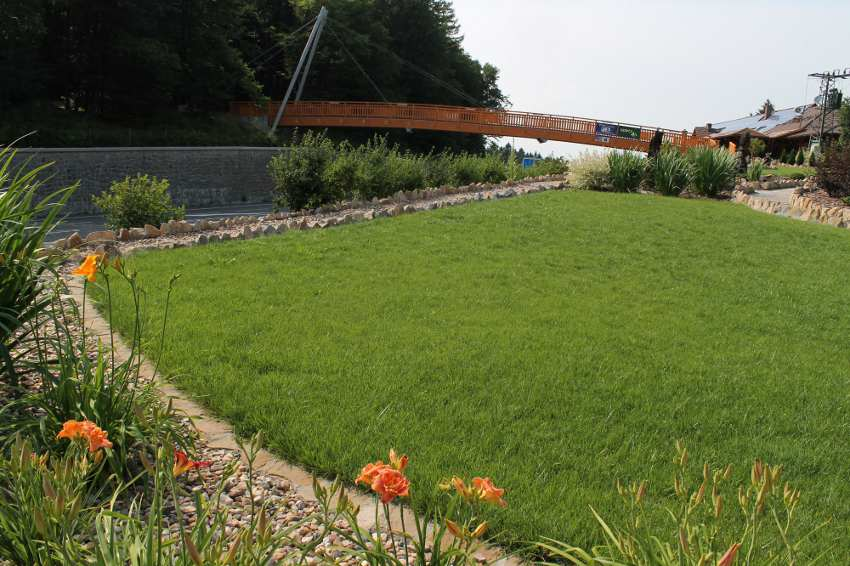
Typická ukázka tohoto typu zahrady, jsou v ní okrasné prvky, ale prostor má jednoznačně přednost a okrasné prvky nejsou nijak bohaté a nezabírají více místa než trávník

Moderní zahrada je označení, které je používáno pro úpravy zahrad, jež jsou považovány za obecně žádoucí, blížící se ideálu krásy respektované a někdy současně vzbuzující dojem novosti a neobvyklosti. Moderní zahrada a modernistická je současně výraz používaný pro zahrady ve spojitosti s úpravou synergickou s uměleckými a architektonickými styly používaným ve 20. století. Tyto směry byly často založeny na strukturách a liniích a byly označovány souhrnně modernismus či moderní umění (zahrnuje například dadaismus, kubismus, expresionismus, konstruktivismus, surrealismus, minimalismus, postmodernismus) a moderní architektura (například funkcionalismus, socialistický realismus, brutalismus, minimalismus).
Moderní zahrady jsou poplatné trendům daného období v architektuře, nejsou v kontrastu se stavebním dílem. Ve vrcholném období jsou jednoduché, více či méně praktické nebo smysluplné, někdy nákladné na pořízení a údržbu, jindy zcela levné. Mohou být pravidelné nebo chaotické, vytvořené amatéry nebo odborníky, zde podobnost není.
Design, který je považován za model „moderní zahrady“ se postupem času měnil. Tuto změnu, pomalou nebo převratnou, ovlivňovali především majitelé a správci majetku, ale i rodící se ideologie (náboženské i politické) a estetické směry, ekonomické změny, moderní technologie, zahraniční obchod a kulturní kontakty, a někdy i osoby, které lze považovat za zahradní architekty nebo osoby zabývající se nějak tímto oborem. V mnoha ohledech lze objekty které lze označit pojmem „moderní zahrada“ vnímat jako pozemky upravené tendenčním, módním způsobem, včetně zcela výstředních úprav nebo téměř žádných, s prvky a artefakty (nebo bez).
Zahrada označovaná jako „moderní zahrada“ v 21. století může být i naprosto bez okrasných prvků, a může na ní být jen trávník. Obvykle však bývá doplněna úpravami, jejichž linie jsou zcela geometrické a lomí se v ostrých nebo pravých úhlech. Nenapodobuje, neromantizuje a nestylizuje přírodu, je doplňkem budovy, další praktickou, využitelnou, otevřenou místností domu nebo kancelářského komplexu. Nejdůležitější součástí jsou umělé a stavební prvky, které mají často jen dekorativní charakter. Rostliny jsou v moderní zahradě zcela pominutelné. Moderní zahrada v 21. století je určena hlavně pro trávení volného času. Výzdoba směsicí často stálezelených keřů v zářivých odstínech nebo naopak stejnorodým porostem půdokryvných dřevin je nejčastěji vedena na okrajích zahrady podél živého plotu. Na zahradě je udržován dokonalý trávník, tvořený výhradně travinami, nízkým pokosem. Zahrada u budov na počátku 21. století bývá doplněna živým plotem, vodní plochou, keři nebo nízkými stromy. Hlavním znakem moderní nebo modernistické zahrady je jednoduchost až nezajímavost, která vhodně zdůrazňuje architekturu stavby a ladí s ní.

## Účel
Účel tvorby moderní zahrady je vytvořit objekt který je v souladu s aktuální módní vlnou a je předmětem obdivu. Smysl tvorby takových zahrad je obvykle touha majitele upoutat pozornost, vyvolat v pozorovateli nějaké pocity a představy, podobně jako je tomu u dalších uměleckých prací. Vytvářet zahradní úpravy oslavující nějakou ideologii, nebo teologii jsou více či méně běžné ve všech obdobích historie. Design podléhá stejné změně i u těchto zahrad, jen je oficiálně jinak zdůvodněn. Moderní trendy a úpravy nejsou odvislé od praktické funkčnosti, bezpečnosti a použitelnosti úprav.
V období starověku v Římě a Egyptě bylo cílem nejen vytvořit místo vhodné k odpočinku ale i ukázku moci, vkusu, inteligence a bohatství. V období starověku v Římě a Japonsku a středověku v Evropě některé úpravy okrasné zahrady měly náboženský význam a ačkoliv účel nebyl jiný bylo důležité ukázat náboženskou oddanost nebo filozofické nadání. V období 17. století byly přepychové a moderní barokní zahrady u sídel církevních hodnostářů a bohaté šlechty tvořeny jako ukázky moci, vkusu, inteligence, síly a bohatství. S nástupem osvícenství tomu bylo stejně, ale majitelé zahrad se snažili ukázat náklonnost dobovým ideálům moudrosti a příchylnosti k přírodě. Pod vlivem moderny se úpravy moderních zahrad jako ukázek vkusu obohacují o nečekané kreativní objekty, často bez nějakého smyslu. Moderní zahrady, jejich úpravy mohou být vedeny zcela proti vkusu majitele, s infantilní a romantickou touhou majitele po obdivu a zařazení se ve společnosti.
Na tvorbu běžných okrasných zahrad v 21. století má velký vliv požadavek upravit pozemek s co nejnižšími náklady na úpravu a údržbu. Úprava moderní zahrady má být často provedena tak, aby byla jednoduše vyplněna plocha v okolí domu. Tak, aby z psychohygienického hlediska plocha nevypadala nevzhledně. U úprav zahrad u mnoha obytných a veřejných objektů je preferováno, aby plochu bylo možné využít k rekreaci nebo pořádání společenských a komerčních akcí (velké rovné zpevněné plochy).
Tendence snižovat náklady na založení zahrady se objevuje už na přelomu 20. století v USA, F. A. Waugh ve své knize popisuje:

„Lidé, kteří vlastní pozemky ve městě a předměstských čtvrtích jsou největší milovníci domova a rodiny v celém národě. Podle společenské kasty ke které náleží, investují prostředky, touhy a vkus - často nevzdělaní v tomto specifickém oboru - do úprav domácnosti. Zatímco tento domácí kutil rád vydá $3,000 nebo $20,000 na úpravy svého domu, pohlíží na $50 nebo $100 jako na přemrštěné výdaje na výzdobu pozemků obklopujících dům.… A pokud majitel domu zadá práci na úpravě domu nějakému architektu a zaplatí mu $100 až $500 za projekt úpravy domu, ani náhodou neuvažuje o konzultaci se zahradním architektem, aby navrhl úpravy pozemku kolem domu a výsadbu.“ 

Zjednodušeně: I majitelé rodinných domů investují raději do materiálů které potřebují ke kutilským úpravám domu, než aby práci svěřili odborné firmě pod vedením architekta a i nicotné částky považuje za zbytečné mrhání při zkrášlování zahrady. O úpravách zahradním architektem ani neuvažuje. Tato situace se během 20. století výrazně nemění a architektem nebo odborníkem navržené úpravy zahrady jsou výsadou a znakem sociálně nadřazených vrstev. Smysl moderně upravené zahrady, být znakem sídla významné a movité osoby, je tak naplněn.

## Změny v designu
„Změn ideálů v architektuře během posledních dvě stě let bylo mnoho, různých a často křehkých, …architekti byli více než obvykle oběťmi jakéhokoliv nápadu který se zdál být hodnotný a nechali se jím vést. Architekti byli částečně umělci… bylo obvykle očekáváno, že mají cit pro změny… více než ostatní.“

- 1840 Dokonalost zahradní architektury záleží ve čtyřech následujících úkolech: Zaprvé musí zobrazit přírodní krásy a skrýt přírodní defekty každé situace. Za druhé, by měla dát zobrazit rozsah a svobodu, pečlivým maskováním nebo skrýváním omezení. Za třetí, musí důkladně zakrýt každý zásah umění, ať tak nebo onak nákladný, kterým kompozice byla zlepšena a vytvořit celek jako výtvor přírody. A za čtvrté, veškeré předměty pouhé výhody nebo pohodlí, pokud nejsou schopny ozdobit kompozici, nebo se stát vhodným prvkem hlavní scenérie, musí být odstraněny nebo skryty. Komfort a pohodlí, přísahám, příležitostně svedly moderní zahradní architekty k nesmyslnosti, nejen skrýváním, ale skutečným odsunutím všech předmětů pohodlí a výhody do vzdálených míst. Často jsem například našel ve špatně zvoleném prostoru umístěnou zelinářskou zahradu… .

…Majestátnost je zřídka malebná, ať už to spočívá v značné velikosti, rozsahu, nebo v skvostných a početných předmětech nádhery, ale je zdrojem potěšení spojeného s velebností. Zde není, ať tak nebo onak, žádná chyba běžnější než pokus nahradit rozsahem krásu v parkové scenérii. Vytvoření hmoty, která prokazuje zaujetí člověka pro obdiv k čemukoliv, co je obrovské (větší než nadprůměrné pozn. překl.) nebo ohromující.
…Přivlastnění. Slovo zesměšňované panem Price, které jsem nedávno vytvořil, k tomu, aby popisovalo rozsah majetku, který se jeví vlastnictvím, a ukázku takového rozsahu jako zdroj potěšení. Nikdo nebude pohrdán, kdo má něco, zdroj obdivu, ať je to mentální dar, nebo síla, nebo majetek. Získává respekt v poměru, jak je jeho majetek známý, poskytuje jej nepříliš marnivě a ukazuje na odiv. Jen špinavý skrblík se z něj těší sám, přeje si, aby svět neznal jeho bohatství. Potěšení z přivlastňování je potěšení z prohlížení krajiny, která nemůže být zraněná zlou vůlí nebo nevkusem sousedního vetřelce, jako ošklivá stodola, zorané pole, nebo nějaký dotěrný předmět, který by byl zdrojem potupy malebné scenérie parku. Žádný z předmětů kompozice nevypadá jako by patřil někomu jinému, aby olupoval mysl o potěšení odvozené z přivlastňování, nebo jednoty a souvislosti nerozděleného majetku.…
- 1899 F. A. Waugh: „Nejmodernější tendence je připouštět architektonický, přírodní a všechny další možné styly zahradničení, považovat za stejně hodnotné, uznávat, že každý z nich může ukázat největší výhodu v zvláštních případech, zvolit mezi různými styly, docela bez zaujatosti, ten nejvhodnější k daným okolnostem prostředí a potřeb. Byla doba, nedávno, že angličtí a američtí zahradníci byli velice zaujatí proti geometrickým způsobům jakéhokoliv druhu. Následkem toho se pokoušeli o přirozené efekty v situacích kdy museli nutně žalostně selhat,…“[5]

- 1908 „…povinnost, kterou dlužíme našim zahradám a našemu zlepšování v našich zahradách je použít rostliny tak, aby vytvořily krásné obrazy. Ty, při potěše v našich očích, by měly vždy cvičit oči k zasvěcenější kritice vjemu a uměleckého svědomí, které netoleruje špatnou nebo nedbalou kombinaci nebo nějaký druh nesprávného použití rostlin, ale v kterém je otázkou cti se vždy snažit o to nejlepší. Je jen cestou, způsobem, protože v tomto leží celý rozdíl mezi všedním zahradničením a zahradničením, které může právem tvrdit, že se řadí mezi krásná umění. Na stejném prostoru země a ze stejného materiálu, může být zhmotněn sen o kráse, místo perfektního odpočinku a občerstvení mysli a těla, série duševně uspokojujících obrázků, poklad rostoucích klenotů, nebo mohou být materiály nesprávně použity a všechno působí rušivě a nepříjemně. K učení jak je třeba zjištění jak si povšimnout rozdílu a jak správně vnímat zahradničení jako výtvarné umění. Prakticky to znamená umístit každou rostlinu nebo skupinu rostlin s takovou promyšlenou pečlivostí a úmyslem, že vytvoří část harmonického celku a následné části, nebo v některých případech dokonce jednotlivé detaily, nabízející při pohledu série obrazů. Je třeba tak seřadit stromy a podrost dřevin v jejich liniích a hmotách, aby tvořily krásné formy a harmonické proporce… “[6]

- 1909 „Vytvořit vzhledný a pohodlný dům s omezenou sumou peněz je asi jedním z nejobtížnějších problémů moderního architekta, který musí řešit.… Nevidím výjimky v solventnosti slušných lidí žijících v příbytcích jasně ani nenavržených, ani upravených pro jejich potřeby, v takovém plýtvání prací a takovém odmítání krásy. Je to teď pouze takto. Začal jsem sám přemýšlel o zásadní absurditě inteligentní komunity žijící v provizorních domovech. To mne překvapilo jako další věc, kromě nošení oblečení z druhé ruky.“[7]

- 1930 Vývoj architektury po roce 1930 vedl k standardizaci bydlení, výstavbě vyšších budov, industrializaci konstrukčních prvků. „(Jako) Moderní… klasifikováno vše… „funkční“ nebo „racionální“. …Není možné jít cestou odůvodňující sloupy, portika a další zbytečnosti.“[8]

- 1960 V šedesátých letech dochází k zjednodušení linií zahradních úprav, které je přisuzováno vlivu japonské zahradní tvorby nebo anglických parků. Je více používán kámen, kamenné prvky, šlapáky, stupně a kameny se staly moderními jako solitéry a ústřední prvky zahrady.[9]

- 1970 „Při zástavbě rodinných domků je třeba počítat s výměrou pozemku asi 8 arů nemá však překročit 10 arů. U všech způsobů výsadbu bude zahrada plnit roli rozšířeného obydlí. Základním prvkem je vždy obytná část zahrady,s pokud možno celistvou trávníkovou plochou a místy k odpočinku, pohledově odizolována od okolí…. …výsadba ovocných stromů znemožňuje vhodnou úpravu obytné části zahrady“.[10]

- V sedmdesátých letech se v USA prosazuje hnutí land art a na něj později navazuje eko art.[9] Tyto dva umělecké směry lze považovat za neobvykle inspirující průnik zahradní architektury a umění. Protože za pokusy o land art lze stěží považovat pouze různě rozestavěné kameny a skupiny kamenů jako dekorace zahrady, tak byl tento směr až na přelomu tisíciletí začleněn do zahradní architektury jako abstraktní kompozice a symbolismus v různých nákladných architektonických úpravách zeleně, často v blízkosti komerčních celků.

- 1980 „Celkové řešení má vždy vycházet jen ze skutečné míry a možnosti využít zahradního prostoru bez zbytečné okázalosti a chtěnosti… …Není důležité, bude li zahrada osázena ovocnými dřevinami nebo okrasnou zelení, podstatné je, aby ve všech svých funkcích byla prostorem sloužícím po celý rok všem potřebám prostorného, pohodlného a neokázalého bydlení.“[11]

- 1990 Daniel Urban Kiley „(1912–2004… …klasik moderního zahradnictví nepřekonatelný ve Spojených státech…" (The Magazine Antiques)“ „Kileyho zahrady, jako je Saarinen's House, spoléhají na jasný a výrazný geometrický řád, ale bez konvenční symetrie, spoléhá na pevné orientační body, nebo cesty kolem pozemku, které omezují výhled diváka. Je to z velké části způsobeno tvarováním prostoru, skládáním vztahů pevných hmot a dutin, a manipulaci s spojením objemů, spíše než vytvářením specifických pohledů do zahrady nebo harmonizováním skupin květin v kombinacích nebo úsecích.“[12]

- 2000 „West 8 se blíží tvorbě přírody dvěma různými - ale typicky nizozemskými – způsoby. Za prvé, tak činíme klasicky inženýrským přístupem k vytváření krajiny - logikou na základě užitečnosti a potřebnosti. Za druhé, jsme součástí krajinářské tradice, které vytváří identitu, a proto rozumí potřebám pro vytváření symbolů v tvorbě krajiny… …reaguje na pragmatické požadavky (vodní hospodářství, růst populace, dopravní zácpy), a také pro posílení kultury, ke které patří (identita, symboly, výraz).“[13]

- „…Používat v moderní zahradě tvarované dřeviny neznamená kopírovat staré historické vzory a vytvářet retrostyl à la podnikatelské baroko (jak se bohužel často děje). V moderní zahradě můžeme využít starých osvědčených technologií… .Tvarovaný živý plot je neměnná klasika, kde není příliš co řešit… . Čisté geometrické vzory a ladné křivky mohou být velmi efektní…“. Mnoho lidí dává přednost při výsadbě živých plotů tůjím.[14]

- 2003 „Ačkoliv se ve vztahu k přírodnímu prostředí neděje celkem nic nového, lecjaká novinka se objevuje v přístupu k vytváření zahrad, v aktivním podporování vpádu přírody do zahrad…“[15]

- 2010 „…V moderní zahradě dochází k stále širšímu použití kamene (gabiony, štěrková a stepní zahrada, vodní ekosystémy)…“.[9]

Zahradní architektura je umělecký směr podléhající v jednotlivých stylech pomíjivé oblibě a „dokonalost“ úpravy „moderní zahrady“ je hodnocená vkusem. Tedy podle okamžité nálady a vnímání společnosti, její primitivní davovou optikou. Ačkoliv se může zdát, že dochází pouze k neustálému střídání obliby přírodních a architektonických úprav není skutečnost takto jednoduchá a dokonce nedochází ani k jasnému návratu, opakování stylů a ideálů předchozích architektonických slohů (gotiky, antiky, romantismu). Moderní vkus v zahradní architektuře, a to především v moderní, odráží nejen duchovní, umělecké sepětí lidské invence a dokonalé přírody, ale zejména movitost a přání majitele.

## Historie moderní zahrady
Během 19. a 20. století se pohled na zahradu měnil pod vlivem různých filozofických a výtvarných směrů ale i vlivem konzumerismu a krizí. Ze zahrad které měly při nákladné údržbě zdobit množstvím květů, kombinací barev a kompozicí prvků se vyvinuly úpravy které vytvářejí souhrny geometrických tvarů, jednoduchých symbolů a také okázalé úpravy dekorativní zpracováním hmot, světelnými a dalšími dramaticky či divadelně působivými efekty. Tyto projevy a posuny se tradičně ukazují ponejvíce v úpravách pro sociálně nadřazené skupiny obyvatel. V zahradách pro širokou veřejnost a střední vrstvy změna spočívá v napodobování vzoru se snadnější, často mechanizovanou údržbou a technologiích omezujících náklady na údržbu (mulčování, pesticidy), a na počátku 21. století příklon k přírodě blízkým ideálům. Nové je u těchto sociálních vrstev preferování okrasných zahrad jako místa pro relaxaci.

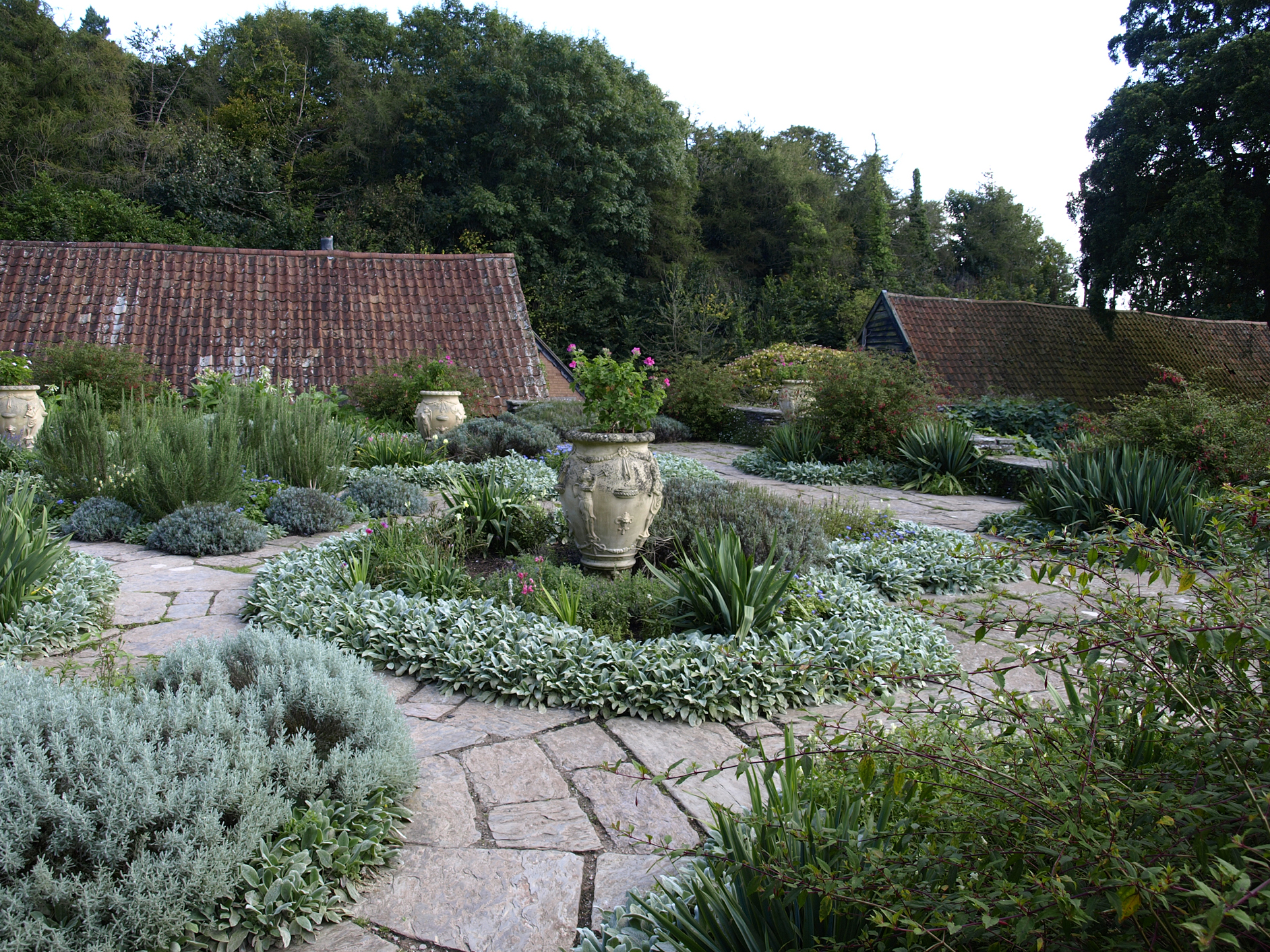
Hestercombe House, zahrada.

### Arts and Crafts movement
V meziválečné době to bylo hnutí Arts and Crafts které ovlivnilo i architekturu. Pojetí rodinného domu navazovalo na tradice starých anglických venkovských sídel. Ve svých pracích členové odmítali unifikaci a strojovou velkovýrobu. Jako jedna z vůdčích osobností hnutí Arts and Crafts movement Gertrude Jekyllová zavedla do zahradní architektury v mnoha směrech novátorské propracované úpravy ve stylu venkovské zahrady a prosazovala úpravy které byly blízké přirozeným společenstvům rostlin. Mezi osobnostmi, kteří pracovali v souladu s principy hnutí byl i vynikající zahradní architekt Harold Peto.

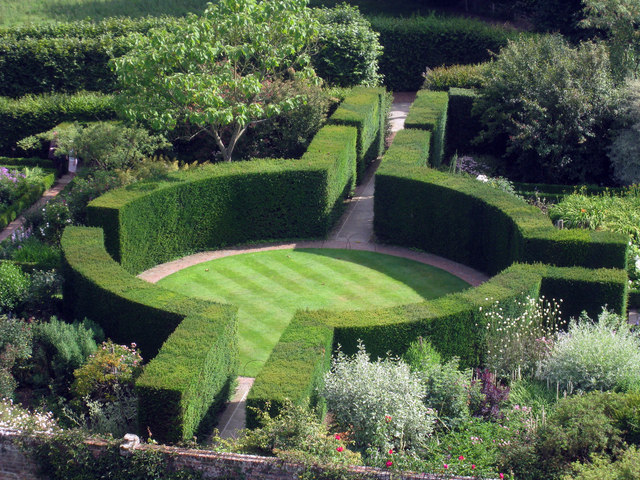
Sissinghurst Castle Garden, zahrady Vity Sackville-Westové

V tomto období byl populární úpravou zahrad styl napodobující venkovské zahrady, výsadby zahrnující mimo stromy a keře i květiny, zejména trvalky. Často bývá vyzdobena předměty a dekoracemi napodobujícími denní potřeby venkovanů a imitující původní přírodní materiály. veselou nestřídmostí, rustikálními, romantickými, vesnickými doplňky. Klasické venkovské zahrady dosáhly svého vrcholu popularity v období viktoriánské éry (1837–1904). V tomto období je také kladen velký důraz na význam barev, především jejich sladěnosti a nápadité kombinace na základě teorií skladby barev, barevného kruhu.
Zajímavě pojatou úpravou, na které se G. Jekyllová podílela, jsou zahrady u Hestercombe House, kde trvalkové záhony tvoří parter. Jekyllová spolupracovala i s dalším významným architektem té doby, Edwinem Lutyensem, který například navrhl zahrady u domu Castle Drogo.
Ve Velké Británii přímo na dílo G. Jekyllové částečně navazuje během 20. století Vita Sackville-West jejíž úpravy vlastní zahrady byly popularizovány. Pracemi Jekyllové je osloven i Christopher Tunnard. Náročný styl úprav G. Jekyllové napodobuje později i Penelope Hobhouse.
Na konci 19. století dochází k více vyhraněné diferenciaci ve společnosti ve smyslu společenských skupin a tomu odpovídají i typy a použití zahrad. Sídla představitelů moci jsou upravena s pečlivostí a estetickou skladbou kompozice. Zahrady středních vrstev plnily částečně hospodářskou funkci. Na perifériích vznikají zahrádkové kolonie, které jsou využívány nejchudšími vrstvami obyvatel.

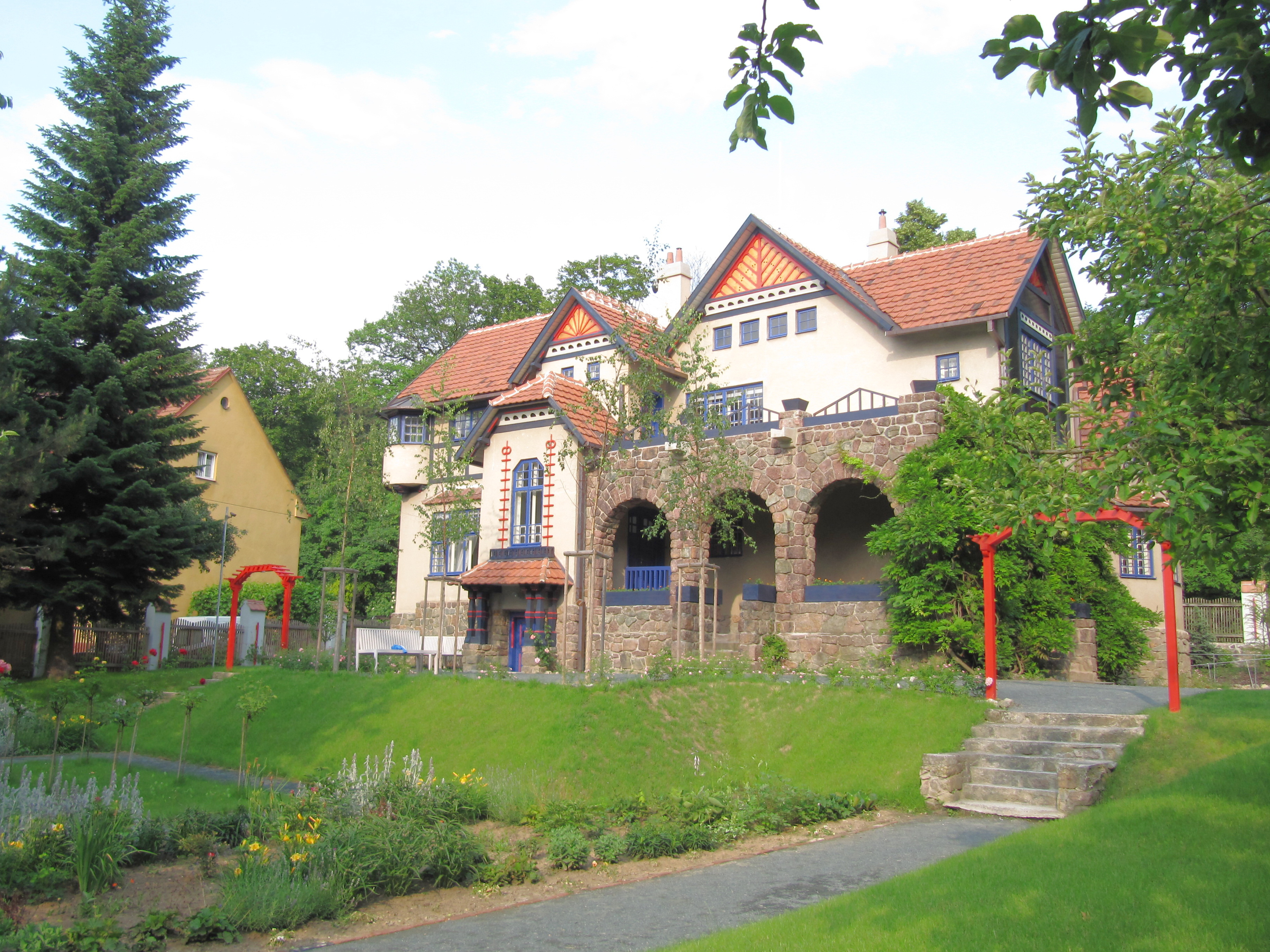
Jurkovičova vila, zahrada.

V období přelomu 19. a 20. století v ČR lze nalézt významné zahrady u stavebních a architektonických děl, avšak jejich celková hodnota je těžko poměřitelná s pracemi té doby v Anglii. Popis se tak omezuje na dobové (secesní) doplňky, neobvyklé stavby, nanejvýše tak ještě použité trvalky. V české zahradní architektuře jsou stále aktuální debaty, zda je vhodnější pravidelné uspořádání zahrad, nebo úprava do nějakého vzoru či volnější „přírodní“ výsadba. Oblíbené jsou ale výsadby pravidelných zahrad i na větších plochách. Častou součástí zahrad jsou skalky. Styl secese a art deco zahrady obohacuje zdobnými doplňky, z nichž některé napodobují rostliny či jejich části.
V tomto období, na konci 19. století a na počátku 20. století v ČSR působí i Dušan Jurkovič, stavební architekt známý lidovými motivy inspirovanou a silně zdobenou architekturou, který pracuje rovněž jako zahradní architekt. Jeho stavební díla zdobeností připomínají secesi, ale bez vegetativních motivů, se zřetelnými jednoduchými liniemi. Jeho vysoce obezděná zahrada, vedle jeho domu (navržen 1905) v Brně-Žabovřeskách, který také upomíná na slovenské lidové motivy, je upravena jako systém záhonů s cestičkami, je položena v mírném svahu rekonstruována výsadbou stromů, trvalkovými záhony a záhony růží. Zahrada je zdobena jasně červenými japonizujícími „bránami“ nad cestičkami.

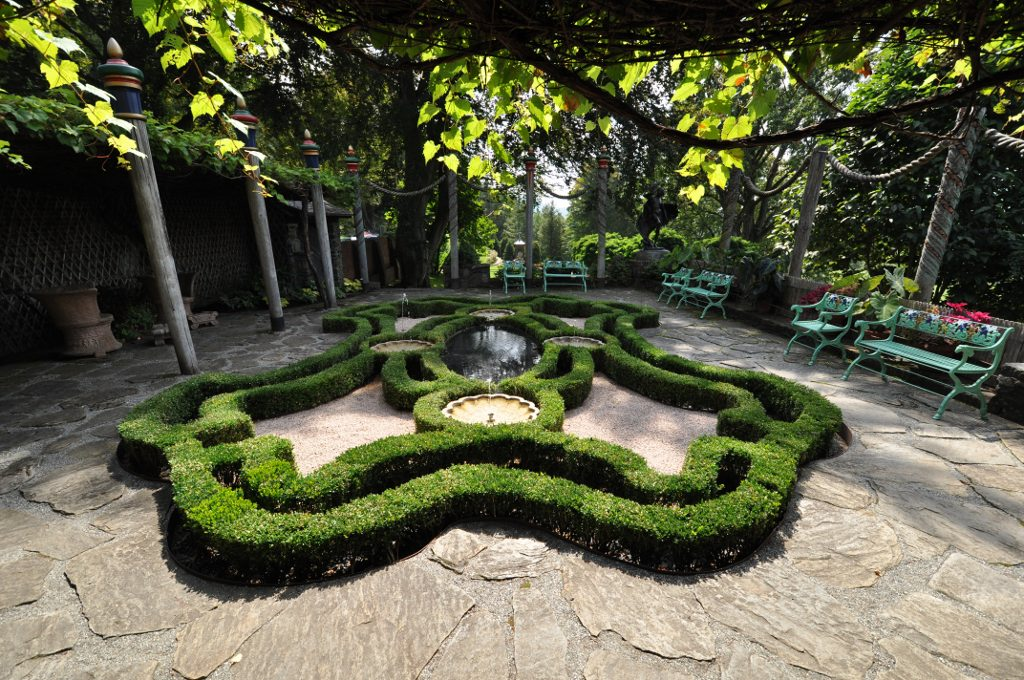
Zahrady v Naumkeag, Fletcher Steele.

### Dvacátá a třicátá léta
Příchod moderny předznamenaly experimenty Fletchera Steele, který ale tvořil stále ve stylu vycházejícím ze zdobné secese.
V období hospodářské krize, ve dvacátých a třicátých letech, i později, během poválečné rekonstrukce Evropy, byl funkcionalismus v mnoha zemích Evropy vedoucím architektonickým slohem. Pod vlivem architektonického směru, který se hlásil k filozofii „ozdoba je zločin“, „Dekorace je smyslné a primitivní povahy, stejně jako barva, a hodí se toliko pro nižší třídy, sedláky a divochy.“ byly vytvářeny jednoduché domy - „stroje na bydlení“ (Le Corbusier), více či méně praktické (propagované ploché střechy) či obyvatelné, stavby bez ozdob a estetických doplňků. Esteticky působily linie, plochy, struktury a způsob seskupení.

Úpravy u domu Jense Jensena.

Na počátku 20. století tak v Evropě vznikají především úpravy, které dekoracemi reagují na abstraktní styl ve výtvarném umění. Na zahradě byly používány k snadné údržbě stroje a úprava zahrady odpovídala potřebě používání strojů (sekaček, závlahy). Používané linie byly architektonické nebo geometricky zakřivené. Propagovanými barvami byly především bílá a černá a kombinace s vysokým kontrastem, mottem úprav bývá heslo - „V jednoduchosti je krása“.
V třicátých letech v ČR byl ražen trend, že zahrada má být místem relaxace. Autor dobového textu seznává, že bohužel zahrada je stále zdrojem práce, a proto podle dobového zdroje neplní svůj primární účel:„Ve stavebnictví a vnitřním zařízení jsme se již hodně oprostili ode všech drahých zbytečností, jen zahrada,… …,jest dosud útočištěm ustupujícího dekorativismu“ „Aby byl zajištěn co největší komfort majitele, musí zahrada obsahovat tři základní prvky: velký, rovný trávník, bazén, stromy, jež poskytují stín.“ „Pokud jde o množství květinové výzdoby… lze tuto srovnati s ozdobou dámských šatů: dobře ušité jí mnoho nepotřebují, špatně ušitým nepomůže. Proto při zakládání zahrady dbáme více na účelné a vkusné řešení celku, nežli na dekorativní úpravu detailů.“

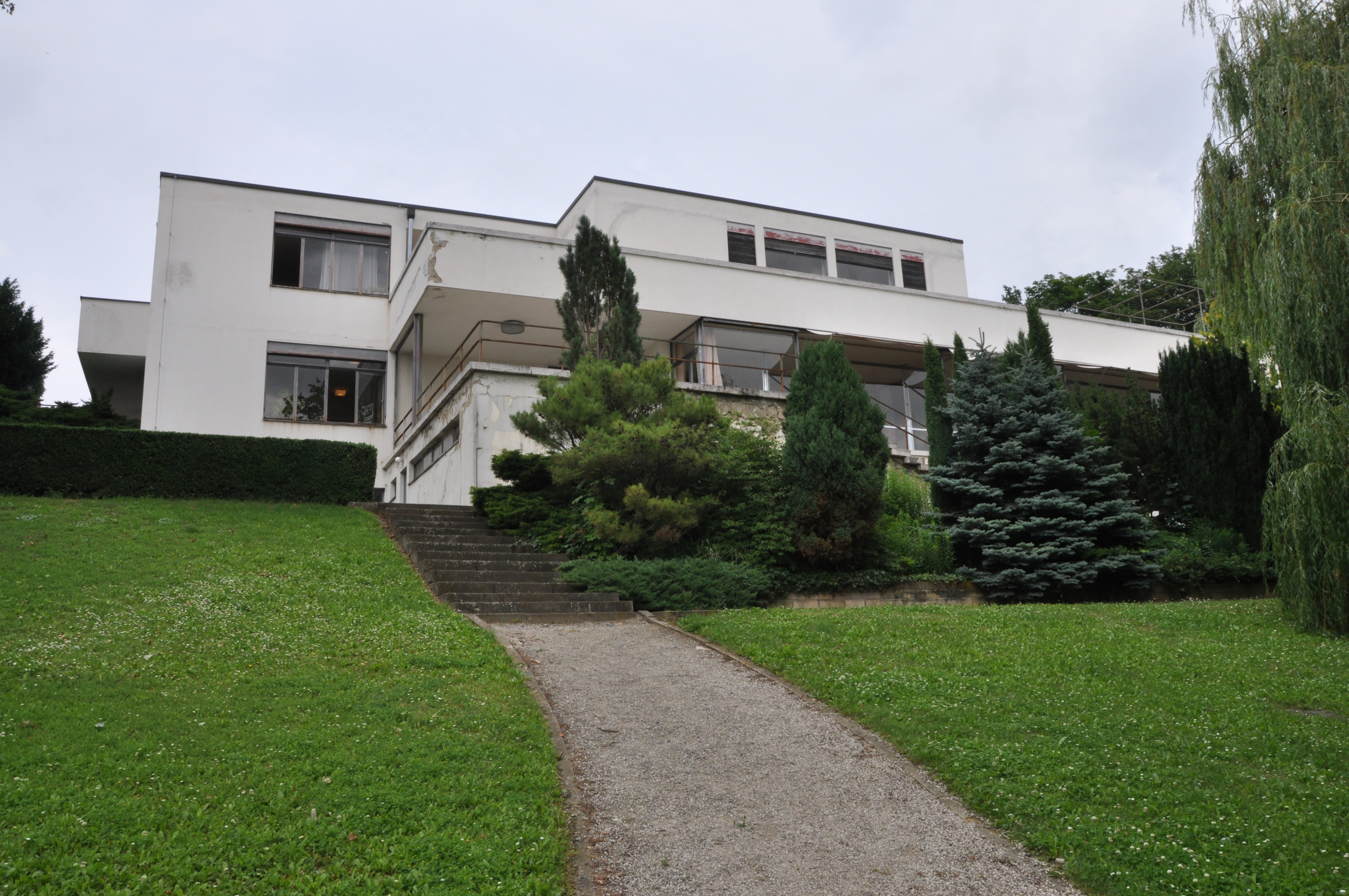
Vila Tugendhat, zahrada.

Ve třicátých letech v Brně byla vystavěna Vila Tugendhat, která úpravou zahrady sice v mnoha bodech neodpovídá principům daného stylu, nicméně zřejmě vypovídá o výsadbách prováděných v tomto období a preferovaném vkusu tehdy sociálně nadřazené skupiny obyvatel.

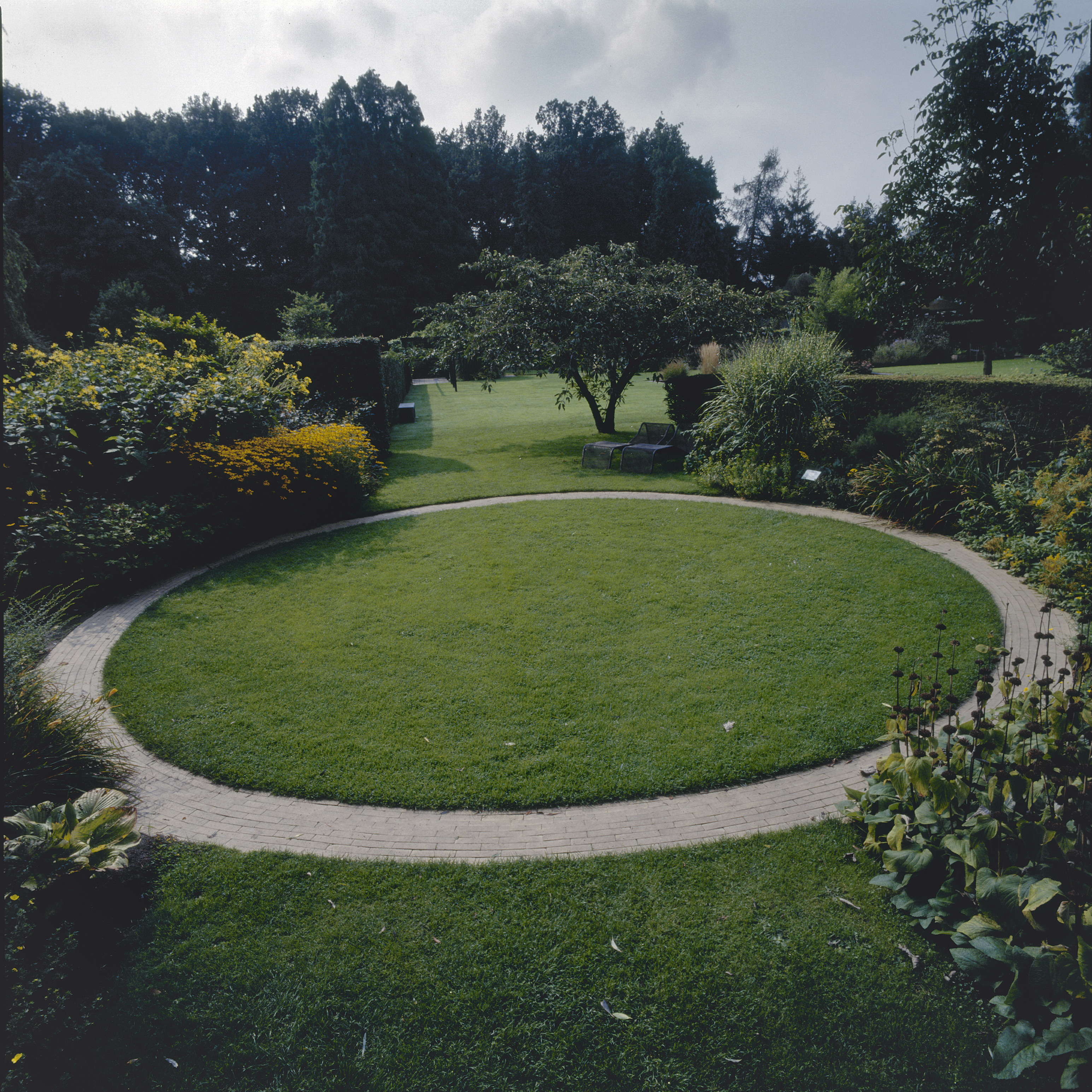
Zahrada upravená Mien Ruys.

Ve třicátých letech tvoří v USA Jens Jensen zahrady a parky, které jsou spíše v přírodním stylu a propaguje používání přirozených rostlin. Jeho úpravy jsou nazývány „styl prérie“, jde o výsadby záhonů se vzájemně promísenými menšími ostrůvky trvalek, podobných jako u návrhů G. Jekyllové. V Anglii vzniká Sissinghurst Castle Garden, autorem je Vita Sackville-West, které je vzorem G. Jekyllová.
V tomto období v USA rovněž začíná podnikat Thomas Dolliver Church, jehož soukromé zahrady jsou vnímány jako progresivní, nápadité a on sám považuje zahradu za pokračování domu a člení zahradu na „pokoje“, obytné prostory. V poměrně jednoduchých úpravách používá pro ozvláštnění futuristické sochy. Velmi jednoduchými a jasně členěnými, geometrickými a přehlednými, „holými“ zahradami, oslovuje zákazníky i Mien Ruys. U výsadeb je zjevná snaha úpravou omezit nároky na údržbu. Ačkoliv u některých výsadeb používá trvalky v zajímavých kompozicích, právě jednoduché geometrické úpravy Mien Ruys, málo druhové pestré, jsou vnímány v souvislosti s moderní architekturou jako velký přínos.
Na vytváření zcela jednoduchých technických staveb v Evropě ve funkcionalistickém stylu navázalo vytváření zcela jednoduchých zahradních úprav které pracovaly převážně s hmotami zeleně a alejemi, anebo dokonce nepoužívaly vyšší zeleň vůbec, aby dostatečně vynikla krásná jednoduchost stavby. Tento trend zachovávala nejen masová poválečná výstavba v Evropě ale i další, navazující architektonické styly, které převládaly v Evropě 20. století, jako například brutalismus, minimalismus. Tyto architektonické slohy se prolínaly a svými zásadami splývají, že ačkoliv jsou projevy odlišné, jsou mnohdy označovány jako celek, jako moderní architektura. Zeleň veřejných zahrad, hřbitovů, školních zařízení a parků byla postupně degradována na výsadby rychle rostoucích dřevin vhodných pro zalesňování a zahradnické úpravy zeleně zjednodušeny na výsadbu, kácení a i dvakrát během roku pokos travnatých ploch zemědělskou technikou.

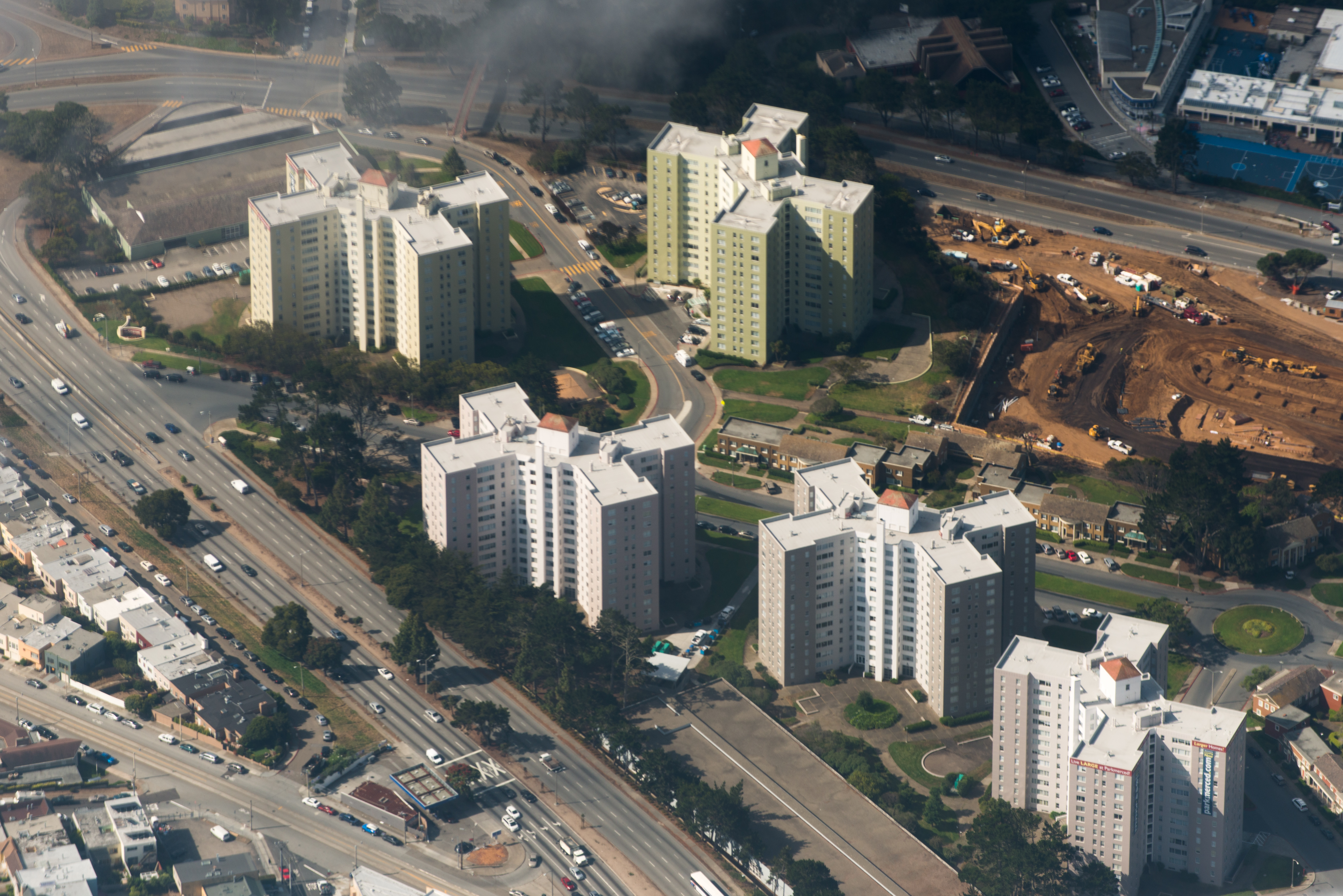
Úprava kolem domů provedená T.D. Churchem.

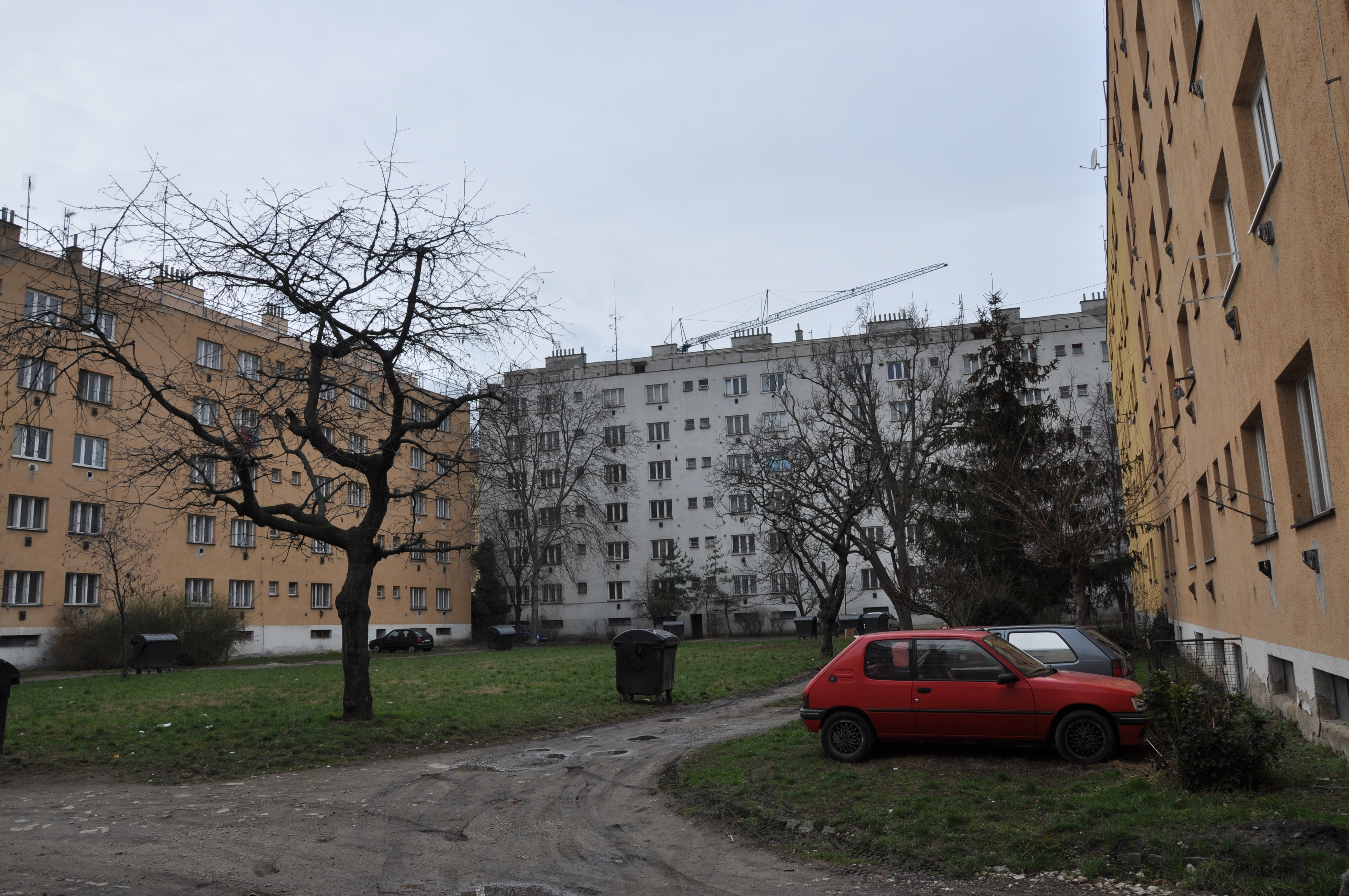
Vnitrobloková zahrada funkcionalistických domů v Brně Žabovřeskách.

### Druhá polovina 20. století
Ve čtyřicátých letech vytváří Russell Page a Geoffrey Jellicoe zahradní úpravy, některé s použitím zcela pravidelných vzorů, často s prvky překvapení. V padesátých a šedesátých letech v USA vytváří Lawrence Halprin architektonické úpravy s vodními prvky.
V ČR po druhé světové válce začíná výroba v okrasných školkách upadat a k nastartování vyšší produkce dochází až v 70. letech, kdy je již naprostý nedostatek školkařských výpěstků. Tento nedostatek vrcholí v osmdesátých letech, kdy na trhu chybí celé skupiny okrasných dřevin a naopak je produkováno množství rostlin omezeného počtu druhů jejichž výroba je málo náročná. Sílící tlak na producenty okrasných dřevin vedl vyšší efektivitě, ke zjednodušování technologií a zužování pěstovaného sortimentu dřevin. Dostupný sortiment pro úpravu zahrady tak zahrnoval několik málo dřevin. Lze snadno sestavit seznam několika dřevin zcela typických pro výsadby v druhé polovině 20. století: jalovec Juniperus ch. 'Tripartita' a 'Pfitzeriana Aurea' a později nižší kultivar 'Oldgold', smrk pichlavý Picea pungens 'Glauca', borovice černá Pinus nigra, bříza zejména v malých zahradách Betula v. 'Pendula', lípa srdčitá Tillia cordata a topol Populus n. 'Italica'. Z velkých keřů jsou vysazovány zlatice, z menších keřů byly produkovány především růže a tavolníky Spirea Van Houttei a na konci 90. let i Spirea bumalda. Jiné dřeviny se tak staly výrazně atraktivními. Jednotvárnost společnosti a života přerůstá i do jednotvárnosti úprav okolí.
Ze školek jsou dodávány dřeviny prostokořenné, s balem se připravují jehličnany a některé choulostivé listnáče. Až do devadesátých let jsou publikovány v ČSSR v odborných publikacích stížnosti odborníků na nízkou kvalitu a nedopěstování prodávaných výpěstků. Také byla publikována kritika zahradních architektů ohledně jejich schopností a znalostí, a neprovádění zálivky mladých rostlin po výsadbě. Takže například na špatné ujímání sazenic má vliv celá řada faktorů. Vzrostlé dřeviny nebyly vysazovány vůbec, nebyly prodávány a ani pěstovány pro prodej. Po vzoru zkušeností ze Západní Evropy jsou na konci 20. století nově pěstovány a prodávány dřeviny v nádobách (ale nejdříve v tzv. kontejnerech, plastových pásech). Výsadby jsou po architektonické stránce zjednodušovány na plošné nekoncepční a nahodilé výsadby dřevin. Výsadby alejí v zahradách a parcích byly prováděny znovu v osmdesátých letech, pokusné používání solitér ve výsadbách bylo kritizováno pro náročnost na údržbu. Z prvků zahradní architektury byl používán a propagován živý plot. Z celkové degradace zahrad a parků se vymaňují předzahrádky udržované obyvateli.
V ČSSR na počátku sedmdesátých let začíná působit Ivar Otruba a Vladimír Sitta. Ivar Otruba se do konce dvacátého stává nejvýznamnějším českým architektem dvacátého století. Vladimír Sitta emigruje do NSR a pro své pokusy s invenčními úpravami se stává jedním z nejvýznamnějších architektů své doby. Pracuje ovšem spíše s tvary, plochami a neobvyklými efekty, vytváří dramatická prostředí, rostliny jsou spíše podružné. Příkladem může být úprava zahrady V. Sitty, která je jako překvapení pro návštěvníky zaplavena vodou a hosté tak „chodí po vodě“, jindy používá jako efekt plameny na vodní hladině nebo na štěrkové ploše. Ivar Otruba se stává prostředníkem, který svými pokusy povzbuzuje českou zahradní architekturu, povyšuje místní zahradní kulturu a pokouší se vnášet do českého prostředí západoevropské vlivy.

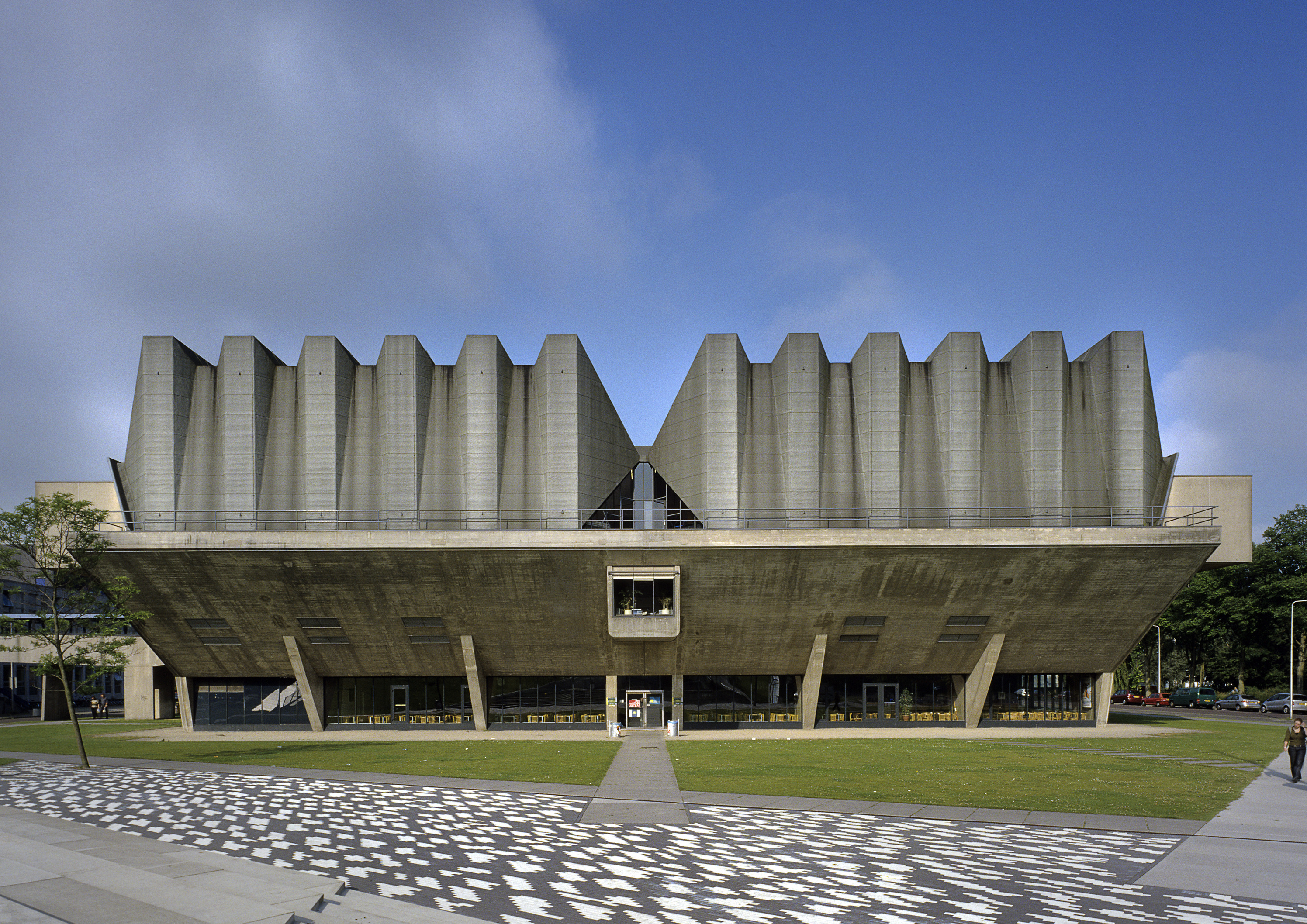
Úkolem výsadby a úpravy okolo budov, je v 20. století zvýraznit architekturu stavby (brutalismus). Univerzita v Delft, Nizozemsko.

V Německu areál pustnoucí továrny mění zahradní architekt Peter Latz na park, který zachovává původní otisk místa ale je prostorem pro divokou přírodu a odpočinek. Tento vzor je obdivován a napodobován. Dan Kiley v USA upravuje zeleň v okolí pomníků jednoduchými výsadbami a geometrickou architekturou, je považován za významného modernistického zahradního architekta. Velké množství soukromých zahrad projektuje také Garrett Eckbo. Mezi vlivné osobnosti té doby je počítán i konstruktivistický umělec a zahradní architekt James C. Rose.
V sedmdesátých letech začínají v Evropě kariéru partneři James van Sweden a Wolfgang Oehme, jenž naopak preferují romantické přírodní úpravy zahrad. Jejich úpravy jsou oceňovány především na začátku 21. století.

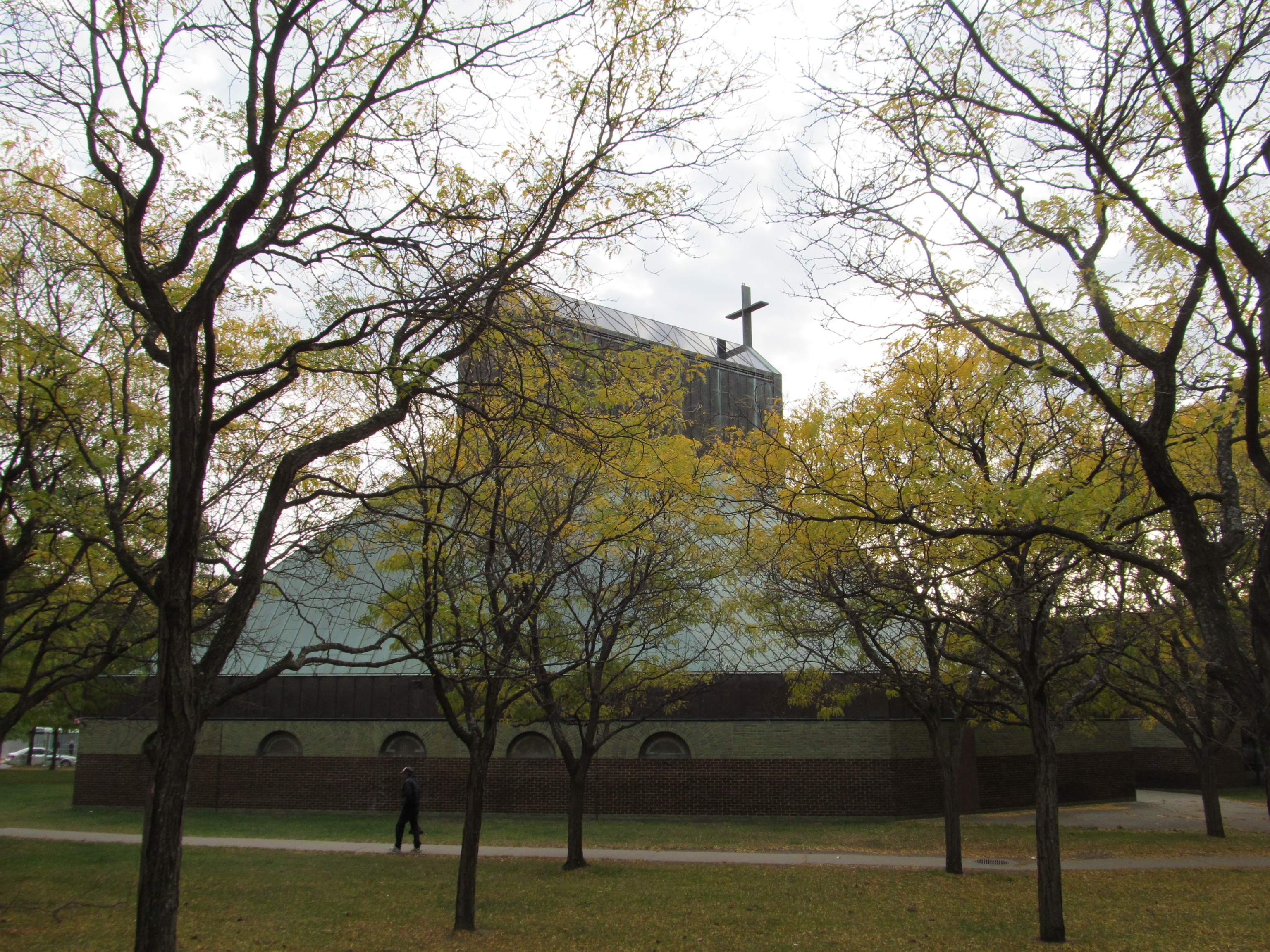
Sadovnická úprava u katedrály v Burlingtonu, Dan Kiley
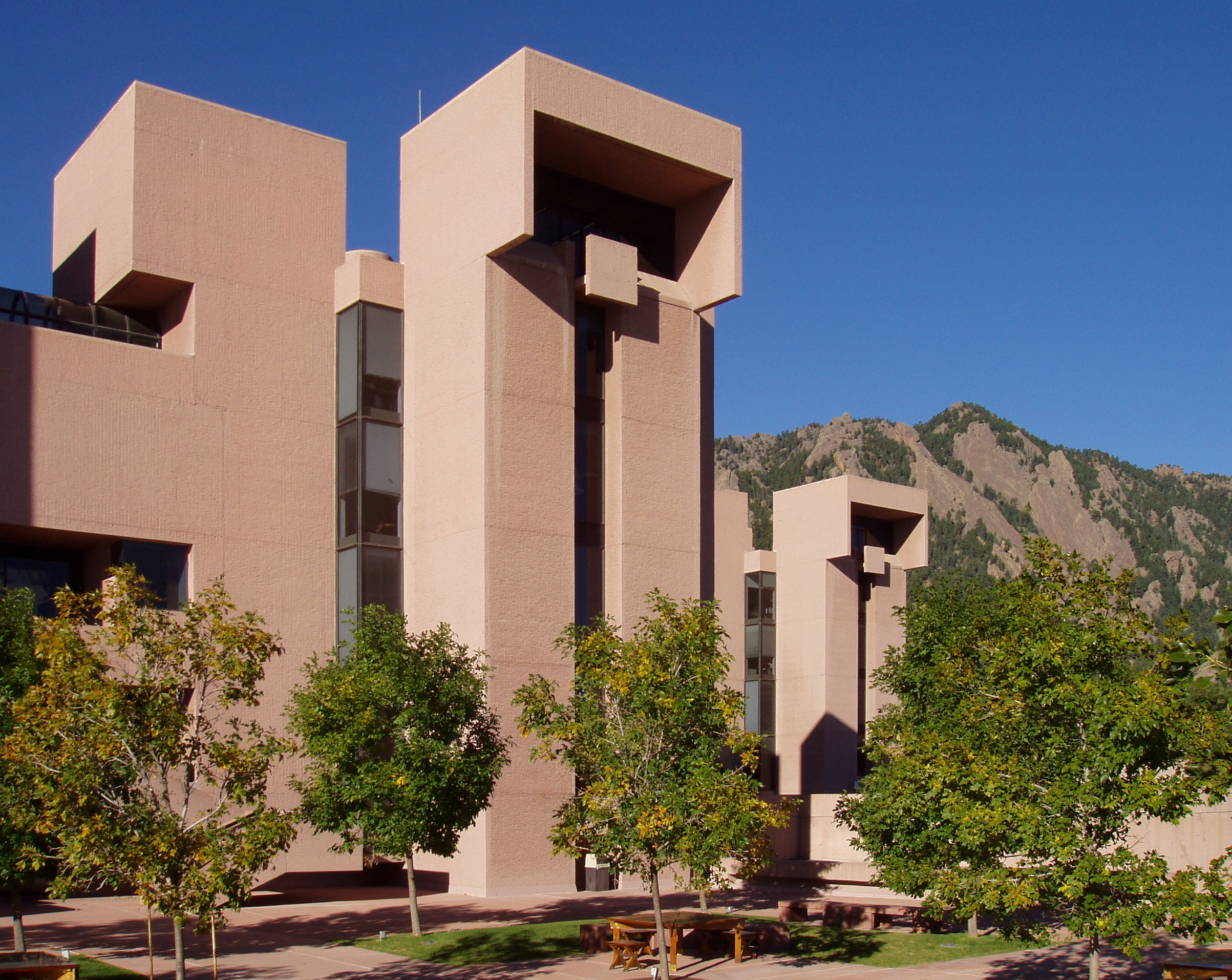
Sadovnická úprava u střediska NCAR v Colorado, Dan Kiley
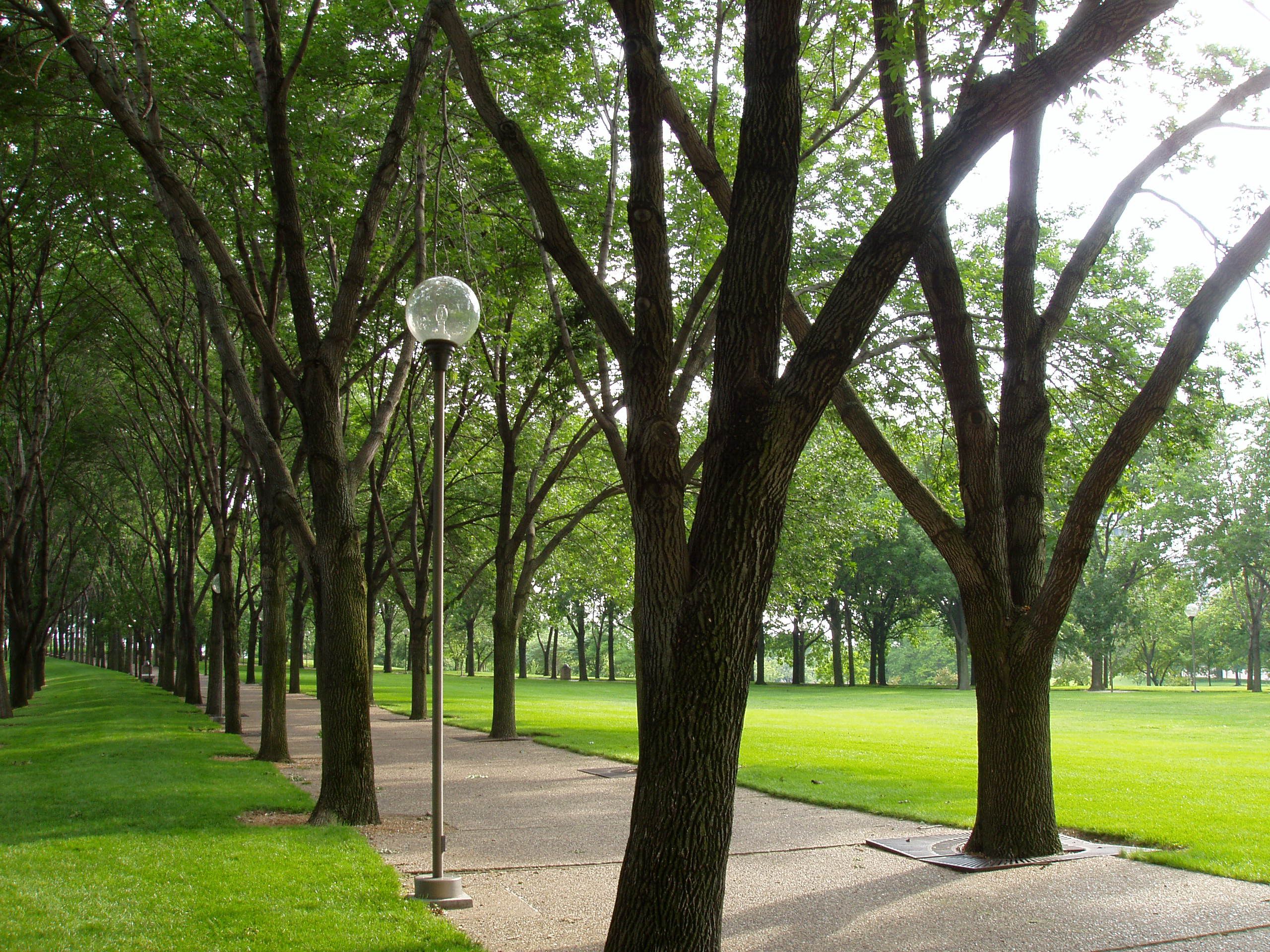
Sadovnická úprava u památníku v Saint Louis, Missouri, Dan Kiley
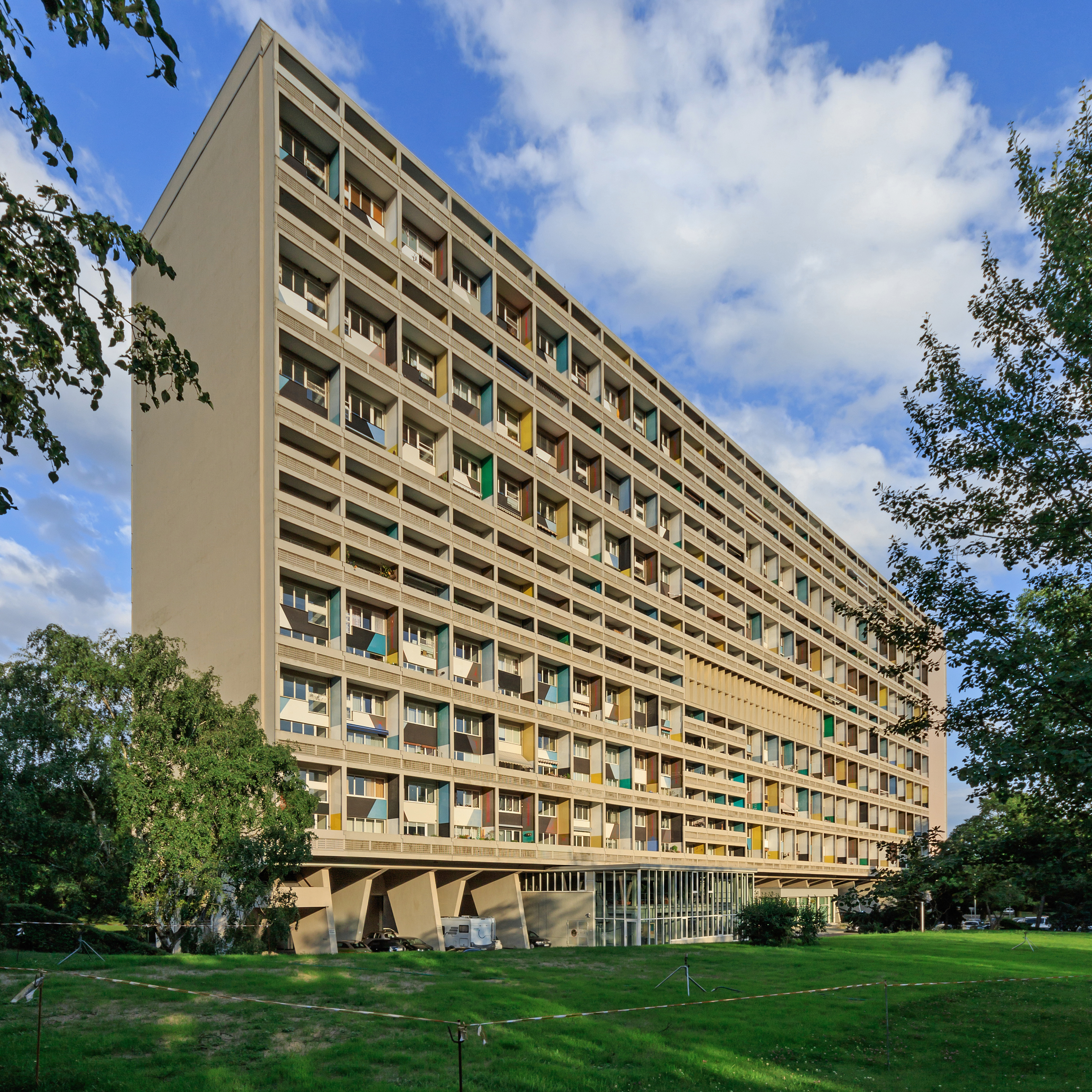
Obytné funkcionalistické budovy obklopeny shluky rychle rostoucích dřevin, Corbusierhaus, Berlín.
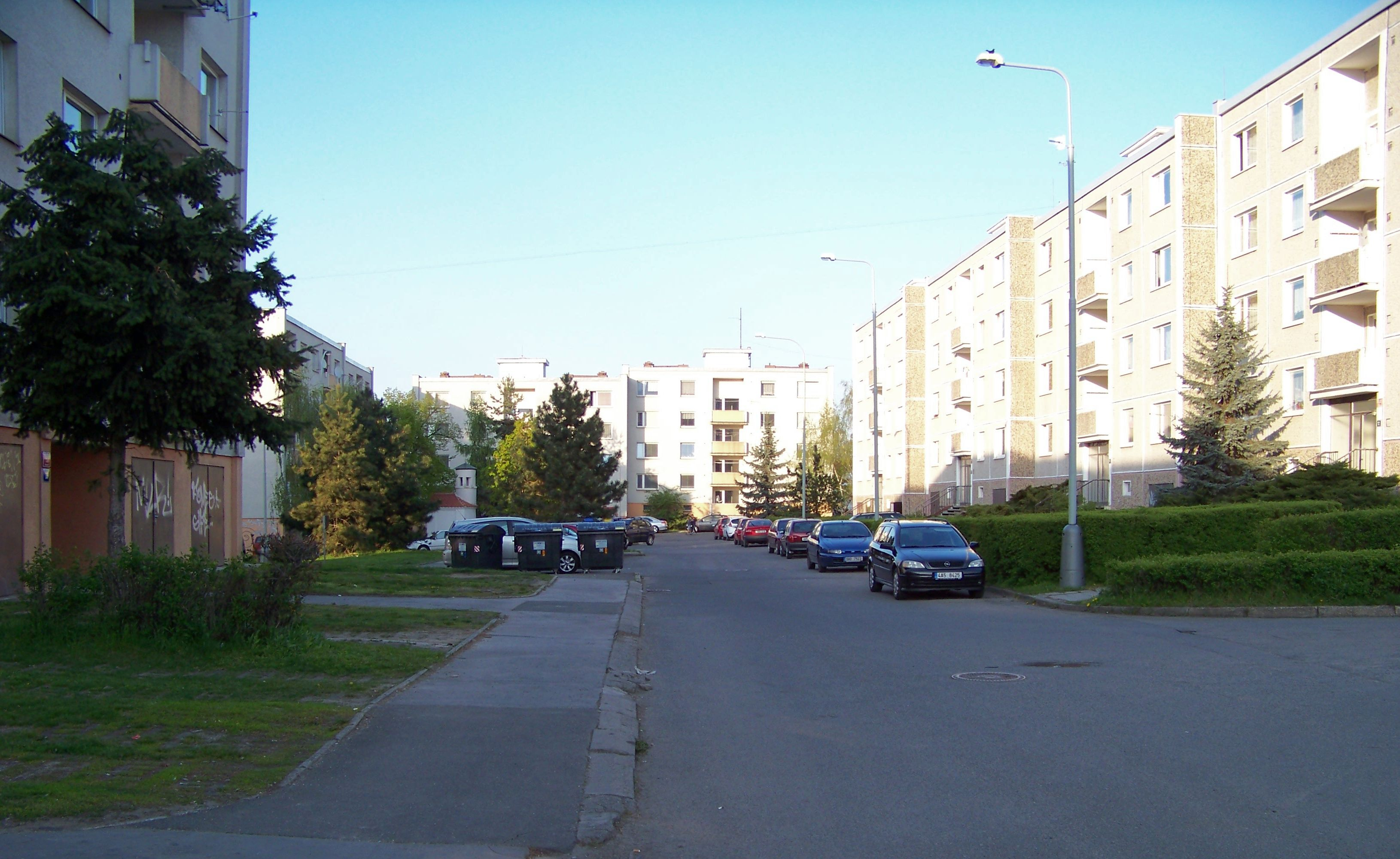
Zeleň u funkcionalistických obytných budov, ČR, Praha.

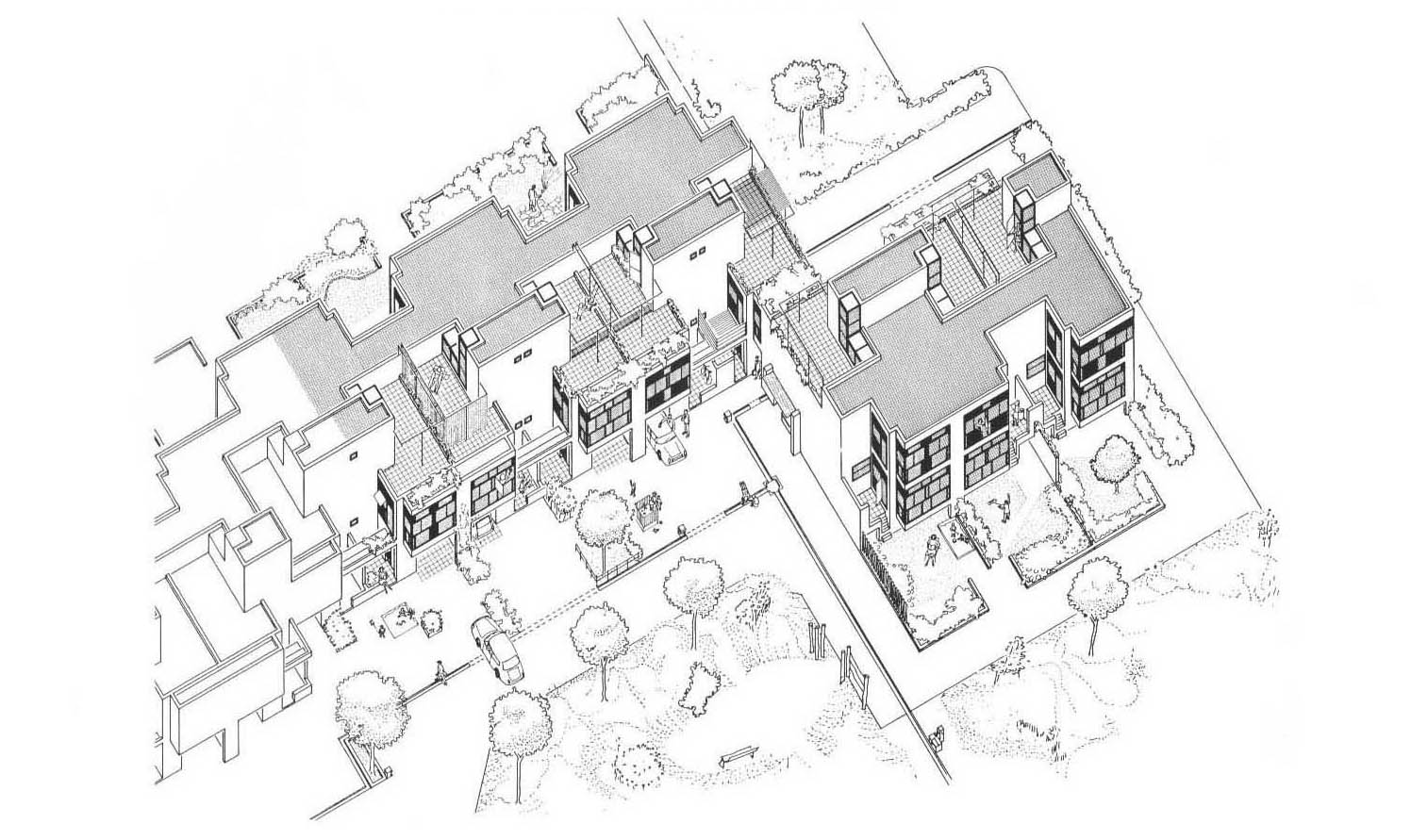
Moderní domy s moderními zahradami. (1971)

Le Corbusierovy stroje na bydlení, bloky panelových domů na konci 20. století zaplavují Evropu a mění celou společnost. V rámci strojů na bydlení vypadají stejně i školy, samoobslužné prodejny. Výstavba i úpravy zeleně jsou stejné nejen v komunistických zemích, ale i v Západní Evropě. V průběhu 80. let je v ČR v rámci „perestrojky“ a „glasnosti“ kritizována sterilnost a monotónnost obytného prostředí panelových sídlišť a jsou hledány nové úpravy, je snaha o vnesení „polosoukromých“ ploch v polouzavřených blocích domů. Mimo to ale naopak dochází k zahušťování další výstavby (Brno Vinohrady). Zvyšuje se tlak na humanizaci obytných celků, která zahrnuje i volné plochy zeleně. V obytném souboru „Terasy“ v Ústí nad Labem jsou zkoumány nové metody výsadby – zahuštěná výsadba a přesazování vzrostlých dřevin, náhrady trávníku – půdokryvné dřeviny.
Od konce osmdesátých let 20. století v ČSSR postupně expanduje u soukromých staveb móda udržovaných trávníků spojená s kopírováním životního stylu USA. Od konce 20. století se v ČSSR prosazují u obytných budov okrasné zahrady a veřejná zeleň je více udržovaná. Na konci 20. století jsou v některých zahradních a parkových úpravách hmoty zeleně již opět cíleně uskupovány, někdy geometricky, jsou vybírány specifické druhy dřevin, včetně kultivarů, používány dominanty. Zohledňována začíná být údržba a především rozloha trávníku. Zelinářské zahrady mizí.

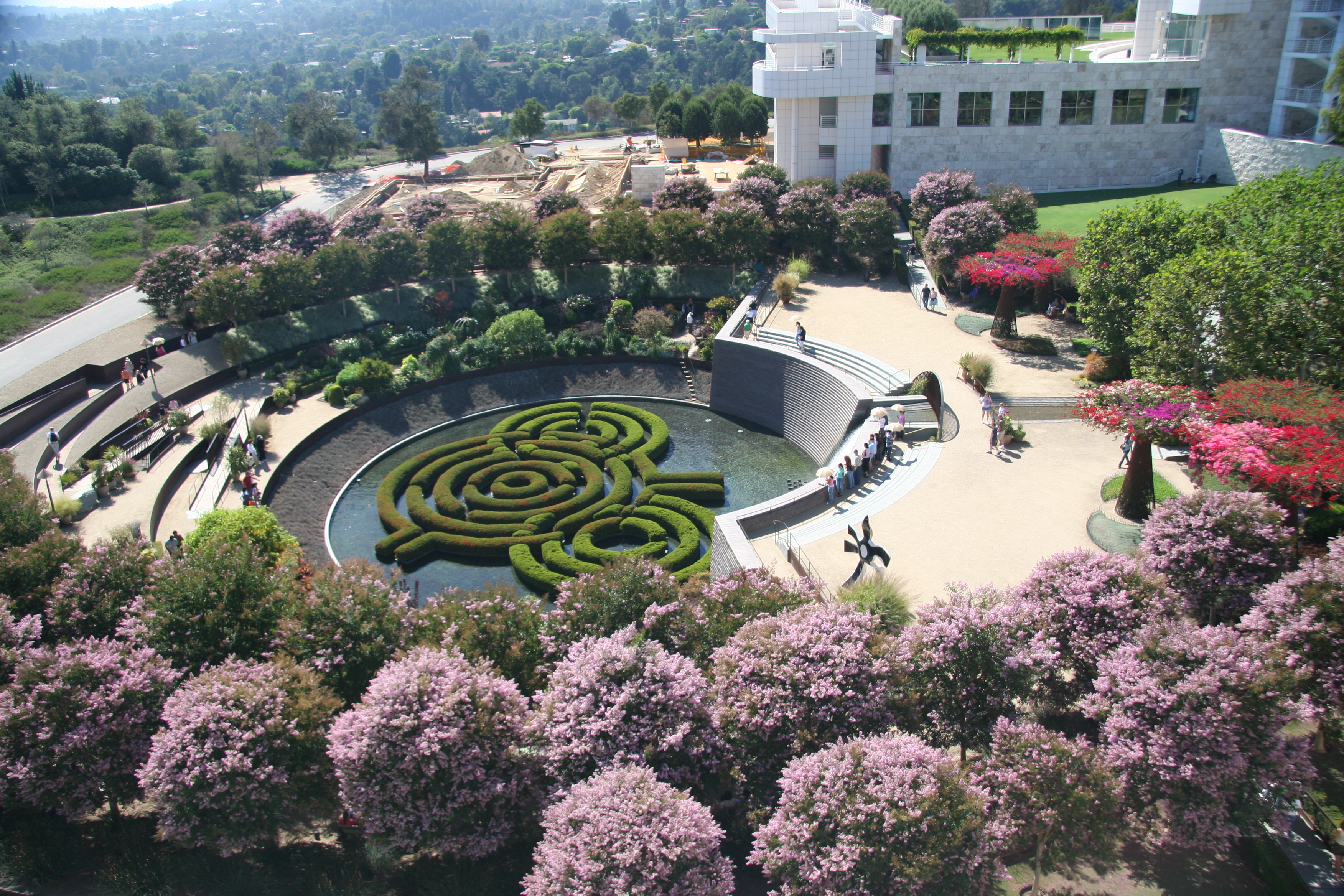
Zahrada v Getty Center v Los Angeles.

Od sedmdesátých do konce devadesátých let buduje v Jižní a Severní Americe Roberto Burle Marx nákladné parky a zahrady s neobvyklými pestře barevnými vzory a měkkými liniemi, a stává se slavným. V tomto období zde rovněž působí Robert Irwin který vytváří nákladné úpravy s geometrickými symboly. Známá je jeho úprava Central Garden v Getty Center v Los Angeles. V devadesátých letech začíná s praxí úprav v malých zahradách v 21. století populární Martha Schwartz.

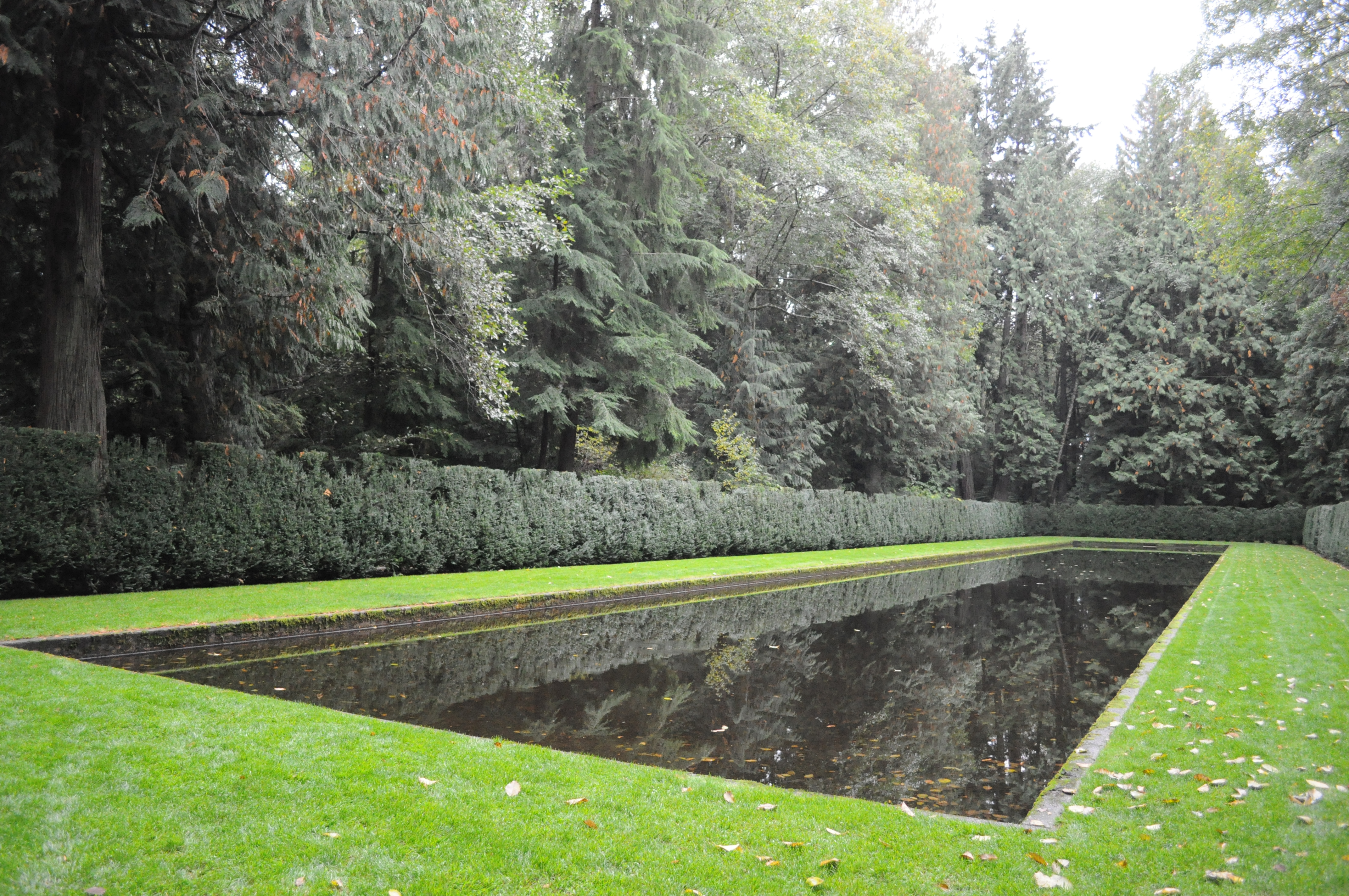
Zahrada upravená R. Haagem

Podobně jako Church dělí zahradu na „pokoje“, Richard Haag používá „kvadranty“ a velké plochy parků upravuje jako sled menších zahrad. Minimalistické úpravy zahrad provádí s ohledem na ekologické dopady a rekultivuje průmyslem zdevastovaná místa.

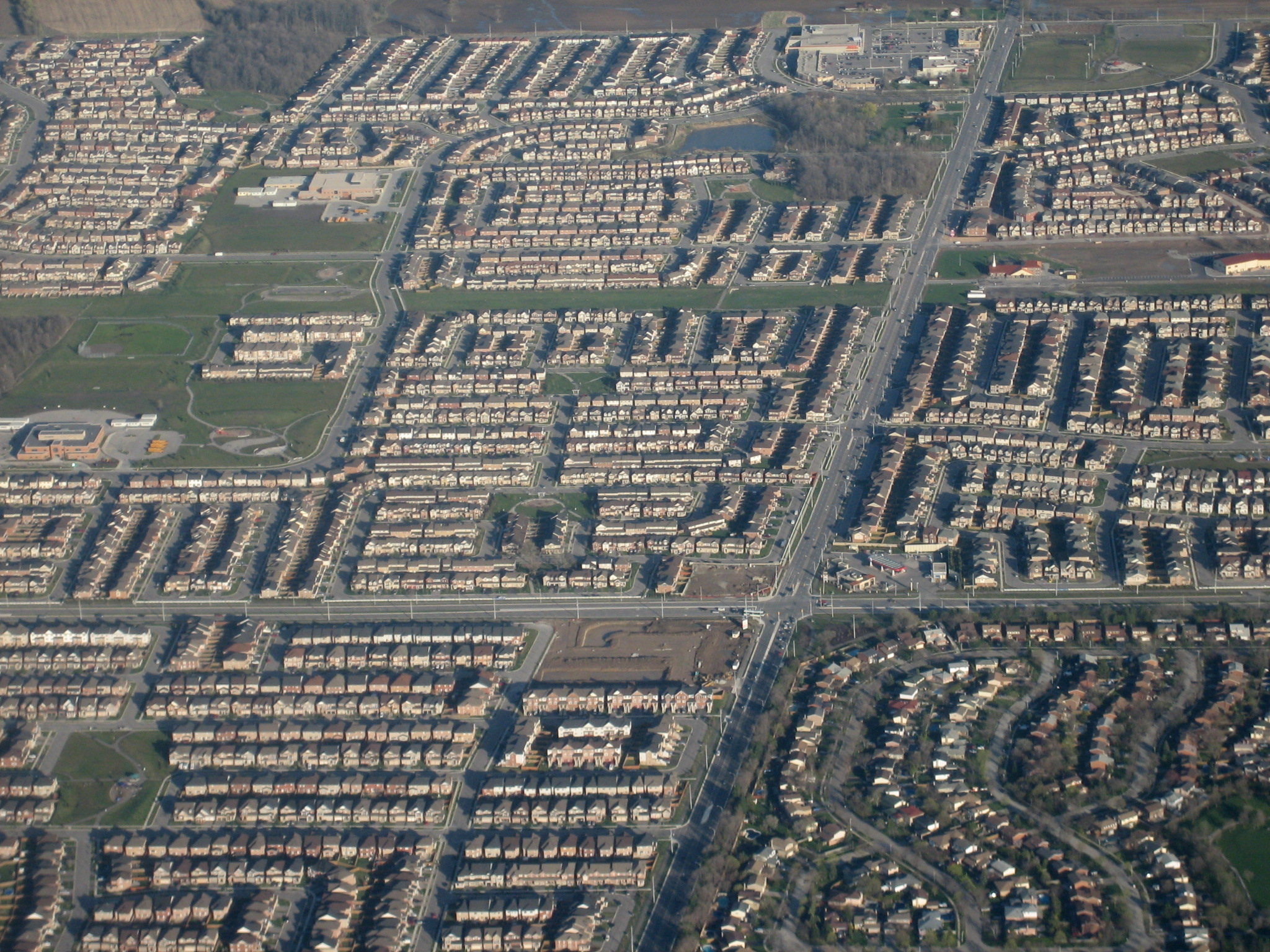
Vznik satelitních městeček vedl k zvýšení počtu malých okrasných zahrad.

### Konec 20. století a počátek 21. století
Na přelomu 20. a 21. se s rozvojem výstavby rodinných domů pomalu rozvíjí potřeba pestřejšího sortimentu rostlinného materiálu a pěstování pravidelně kosených trávníků. V ČR se šíří podnikatelské baroko, které rovněž vede k poptávce po větším sortimentu dřevin, takže v ČR jsou prodávány a v zahradách vysazovány „mrazuvzdorné“ palmy.
Některé zahradní rostliny prožívají zásadní změny použití. Túje byly do počátku poslední dekády 20. století vnímány výlučně jako hřbitovní dřeviny, na počátku 21. století jsou nejprodávanější dřevinou vůbec. Výsadby živých plotů v moderní zahradě jsou prováděny především z tújí. Ve střední Evropě jsou až do počátku druhé dekády 21. století zahrady architekty plánovány a odbornými firmami realizovány spíše zřídka.
Ve Velké Británii působí Ivan Hicks. Vznikají zahrady jako Eden Project a jsou obnovovány historické zahrady a parky, jako například Lost Gardens of Heligan které jsou novodobými atrakcemi. Prosazuje se Piet Oudolf zejména v USA na velkých projektech, navazuje na dílo Jense Jensena. Ve Francii je v poslední dekádě 20. století otevřen veřejný park Parc André Citroën navržený Gillesem Clémentem a Allainem Provostem. Používají traviny k zvýraznění pohybu vzduchu.

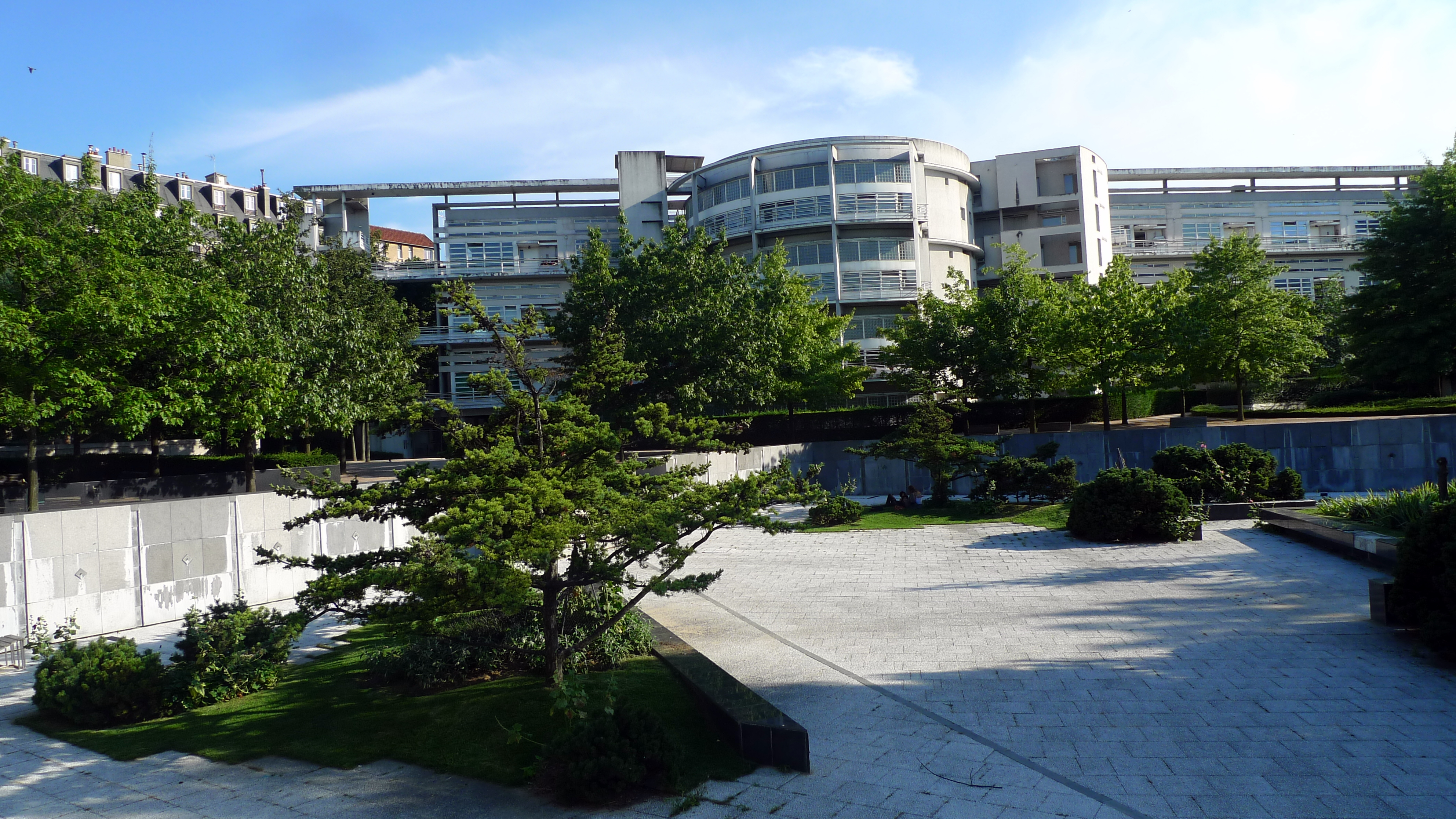
Zahrada parku André Citroën.

Jako vzor je zahradními architekty, již upravují zahrady spíše ve funkcionalistickém nebo postmoderním stylu stejně jako zahradními architekty, kteří si berou inspiraci z přírody, zmiňován Robert Smithson.
Na konci 20. století v USA Peter Walker formuje velkou firmu Peter Walker a Partners, zabývající se zahradní architekturou, která zaměstnává zhruba třicet až čtyřicet zahradních architektů. Firma získala řadu ocenění a podílela se na návrhu památníku obětem ve World Trade Center v New Yorku s architektem Michaelem Aradem. Z jednoduchosti a dokonalosti linií funkcionalistické architektury se pokouší stále čerpat velké množství architektů tvořících na přelomu století. Hlavní proud zahradní architektury pro střední a vyšší sociální vrstvy tedy působí na přelomu století šablonovitě, sterilně, s využitím obvyklých kvalit moderních zahrad až na pokraj možností a smyslu, podobně jako tomu bylo u barokních zahrad v dílech architekta André Le Nôtre a jeho následovníků.

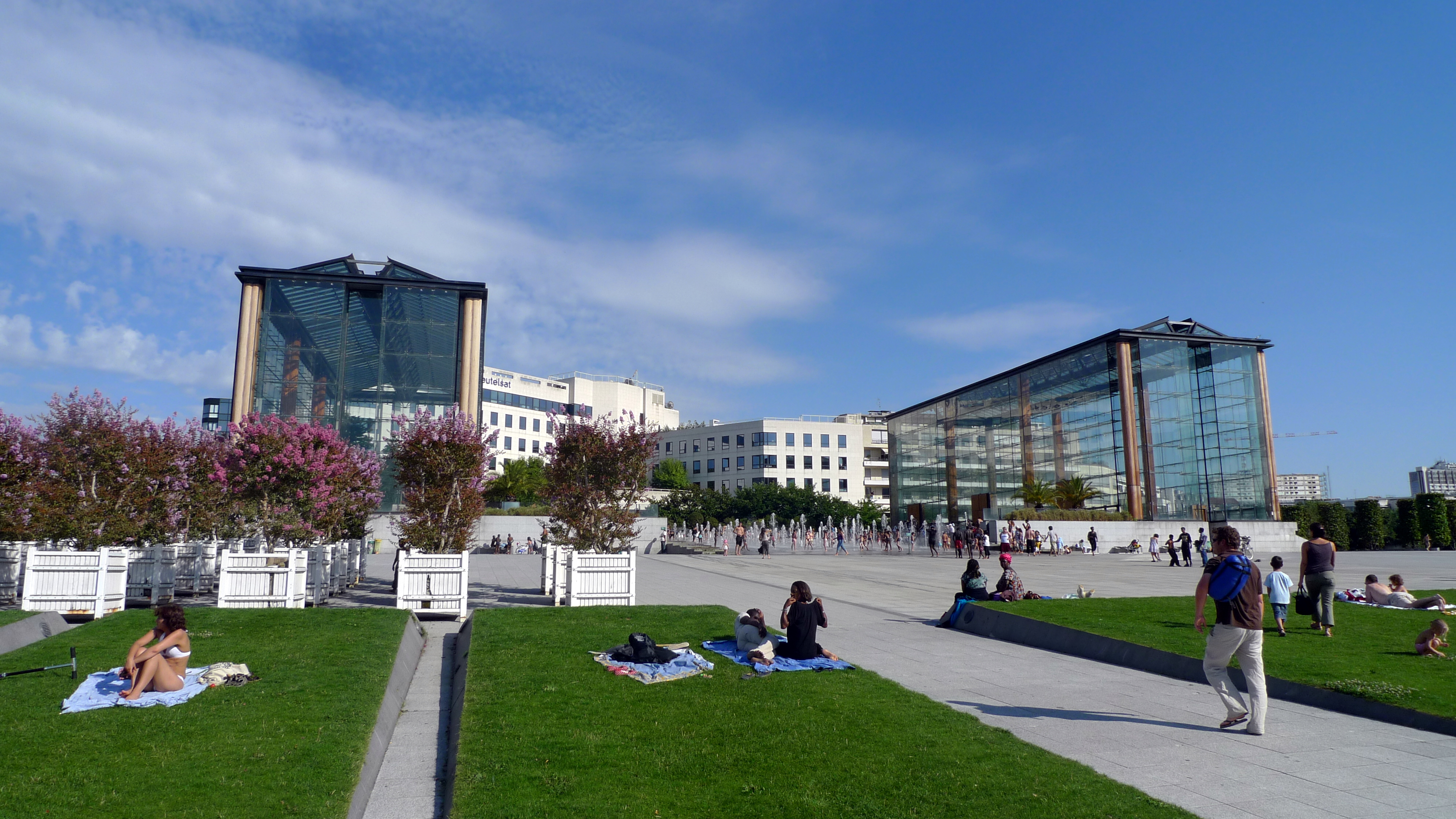
Zahrada parku André Citroën.

Celosvětově významnou firmou počátku 21. století, která je oceňovaná architekty ASLA i IULA, a úspěšná svou postmoderní zahradní architekturou a také vzorem jiným, je nizozemská společnost West8. Firmu,která se specializuje na projekční činnost založil Adriaan Geuze. Od devadesátých let společnost provádí úpravy parků a zahrad a stavebních celků u významných společností. Inovativní je například úprava Gardens of 10.000 Bridges v Číně, ale typický rukopis nese Sphinx garden nebo Interpolis garden. Díla firmy West8 navazují výrazem a cíli na funkcionalistické zahrady. Firma prohlašuje, že přistupuje k úpravám zahrad tradičně typickými nizozemskými způsoby, inženýrským zpracováním a vytvářením identity. Přistupuje k řešení na základě užitečnosti a potřebnosti. Identitu vytváří použitím symbolů při vytváření projektu. Tato metoda, podle těchto slov, předpokládá novou přirozenost, touto novou přirozeností jsou zahrady, parky a krajiny které vytváří West8 a které reagují na pragmatické požadavky populace a posilují kulturu, do které patří identita a symboly.
Architektonická díla Andrei Cochran pracují s minimem objektů, s jednoduchými silnými kontrasty, dokonale pravidelnými liniemi, dokonale upravenými povrchy, stejnodruhovými skupinami rostlin v plochách. Její inspirace vychází z renesančních zahrad a zahrad 30. a 40. let. Používá li v nákladné úpravě pro movité spotřebitele romantické a malebné objekty (staré olivovníky, Stone Edge farm), použije je tak, že je rozmělní na hmotu a strukturu.
Naopak různost a domáckost v konfekčním balení reprezentují práce Judy Kameon na počátku 21. století.
Ohledy k přírodě úpravami propaguje v té době svým díly Teardrop Park nebo Brooklyn Bridge Park Michael Van Valkenburgh. V Německu upravené volnější přírodní prostředí v podobě vysokých trávníků v jinak jednoduchých úpravách použil ATELIER LOIDL Landschaftsarchitekten u univerzitního kampusu v Berlíně.

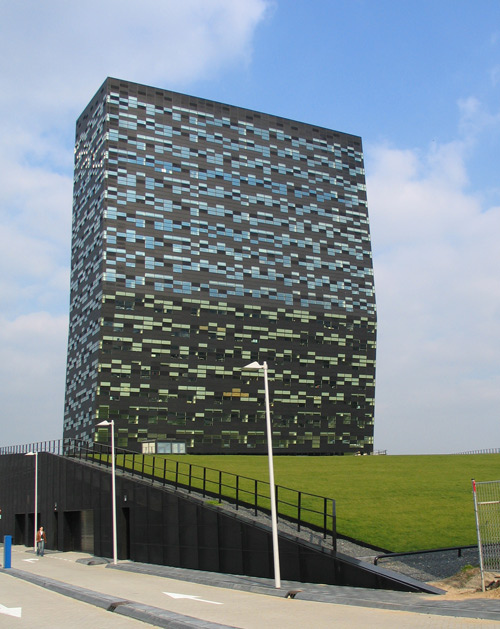
Vztah architektury a okolní zeleně zůstává i v 21. století stejný.

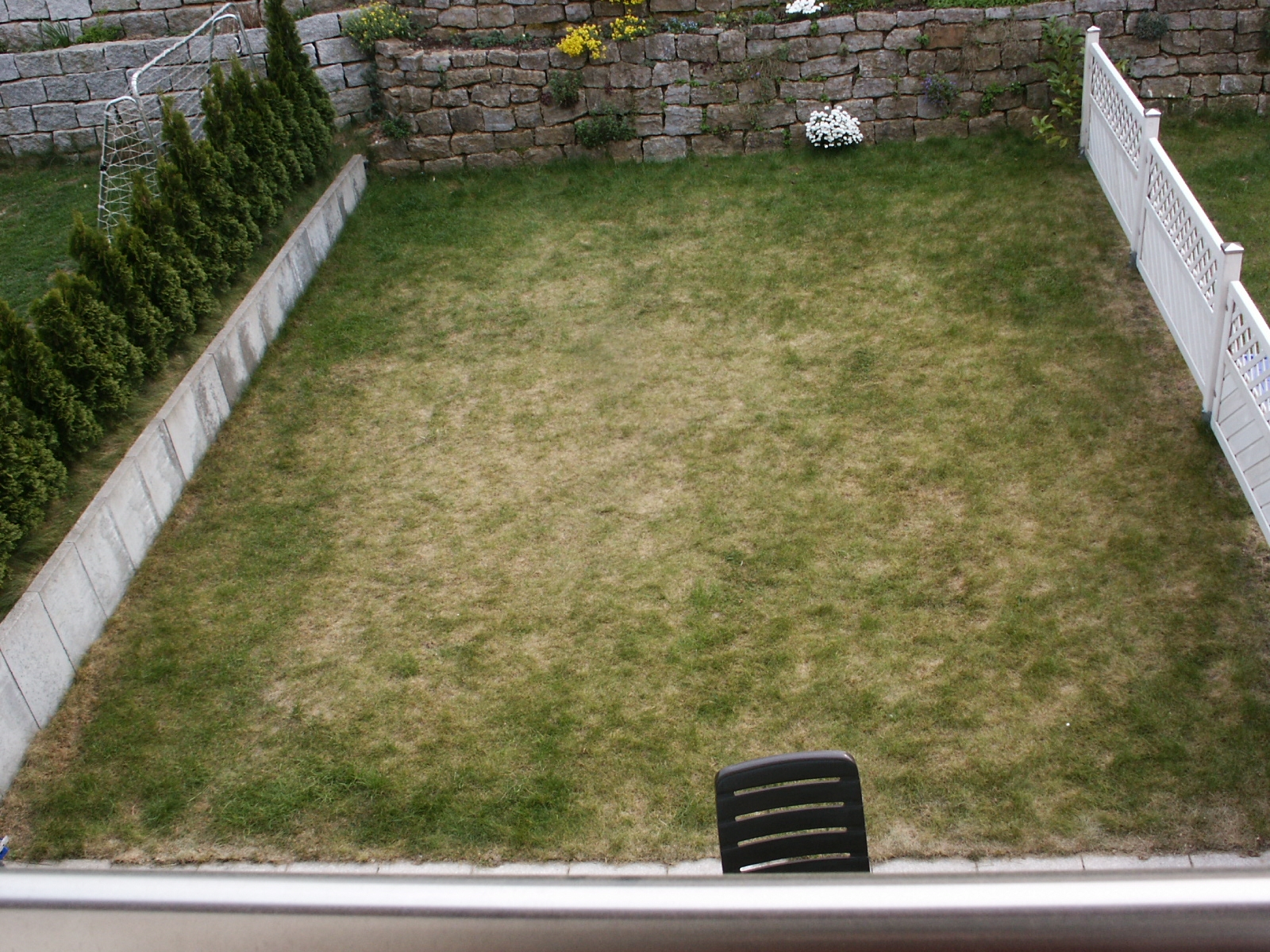
Fotografie zahrady v Německu.

## Vzhled moderní zahrady na počátku 21. století
Zahrady označované jako moderní lze zjednodušeně rozdělit na architektonické a přírodní (formální a neformální). Tyto formy jsou však obvykle chápány přísně a u zahrad během 20. a počátku 21. století se často vyskytují kompozice, kde jsou použity pravidelné linie a přísně upravené dřeviny mezi jinak volně rostoucími skupinami v přírodně pojaté úpravě, nebo úpravě, kde jsou dokonce ponechány náletové dřeviny jako součást. Proto jde o zjednodušující pohled.

### Zásady
Na počátku 21. století architektonické zahrady sekundují nebo dotváří charakter stavby, nikdy nejsou co do úpravy významnější než obydlí nebo kancelářský komplex.
Linie architektonické zahrady jsou jasné a zřetelné, hmoty prvků jsou jasně odděleny. Kontrast hmot je silný. Barev u doplňků je používáno obvykle málo, nikdy nechybí šedá častá je černá, méně častá bílá. Díla která mají být považována za poněkud výstřední nebo nápaditá používají jednu další výraznou barvu, která tak snadno spojuje kompozici (např. jasně červená, oranžová) nebo výstřední materiál (plochy nápadně upraveného kamene, lesklý kov, vodní plocha spojující různé části, výsadba starých olivovníků jako hmota). Z takových jednoduchých spojení v bezduchých konceptech se tak brzy stávají klišé. Mezi architektonické lze zjevně počítat i moderní zahrady které jsou sice nepravidelné a zcela asymetrické, ale používají jako tvůrčí prvek symbolismus a abstrakci, vyjadřují se pomocí jasných linií a ploch.

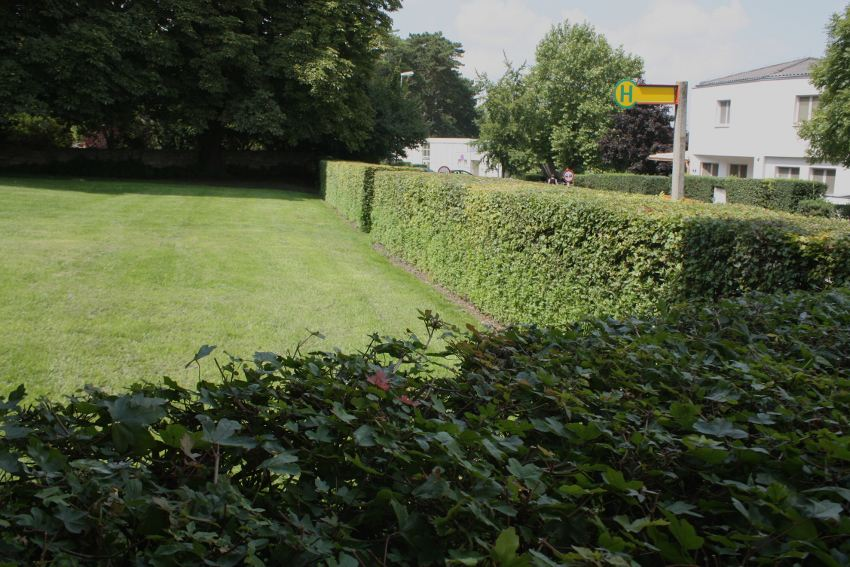

Kniha Asia pacific Landscape Design popisuje jako moderní zahradu jednu z úprav na Novém Zélandu (Moller/Chang residence). Interiér i exteriér byl v upraven v jednoduchém (přímo 'simplistic') stylu. Linie jsou určeny betonovými čtverci, pergolou a obdélníkovými artefakty. Jakkoliv je zeleň v kompozici, opravdu málo upravená, a tedy silně kontrastní k přísnými liniím architektonických prvků a kompozici částí, lze stěží zahradu nazvat přírodní. Architektonickou zahradu u dalšího popisovaného projektu v McClintock, od autora Erika Ellise, pak autor knihy nazývá minimalistickou. Úprava balancující na hraně karesansui, barokem a modernismem se zjevně nadbytečnou výsadbou, váhá mezi jednoduchostí a zdobností, třebas kýčovitá, ukazuje pokusy o kombinaci různých směrů považovaných za oblíbené, se zřejmou nadějí na oslňující výsledek.
Jako moderní zahrady bývají tedy označeny vizuálně jednoduché symetrické nebo asymetrické celky s jasnými prostými liniemi nebo jasnými (dojem čistoty a pochopitelnosti), výjimečně s výraznými křivkami, chudé na objekty a s velkými nepřerušenými světlými plochami (prostor a pořádek). Novost, pompéznost, symbolika a překvapivost jsou na počátku 21. století očekávány a vyžadovány, zejména u zahrad vlastněných osobami, které svůj význam hodnotí jako nadprůměrný.
Estetická funkce zeleně je spjata s psychosociální, komunikační a kulturní funkcí prostředí. Je li charakteristickým rysem modernismu, moderny, moderního umění, jeho tendencí, individualismus, subjektivismus, neobvyklost, nápaditost a experiment, pak moderní zahrada obvykle není modernistická. Ideálem umění moderní zahrady 21. století jsou minimalistické a funkcionalistické úpravy. Profesionální úpravy jsou prováděny pro pragmatické cíle - získat zakázku a vytvořit zisk, připravit projekt, který bude nejspíše vyhovovat majiteli a bude přijímán jeho okolím, tedy uspokojit poptávku.

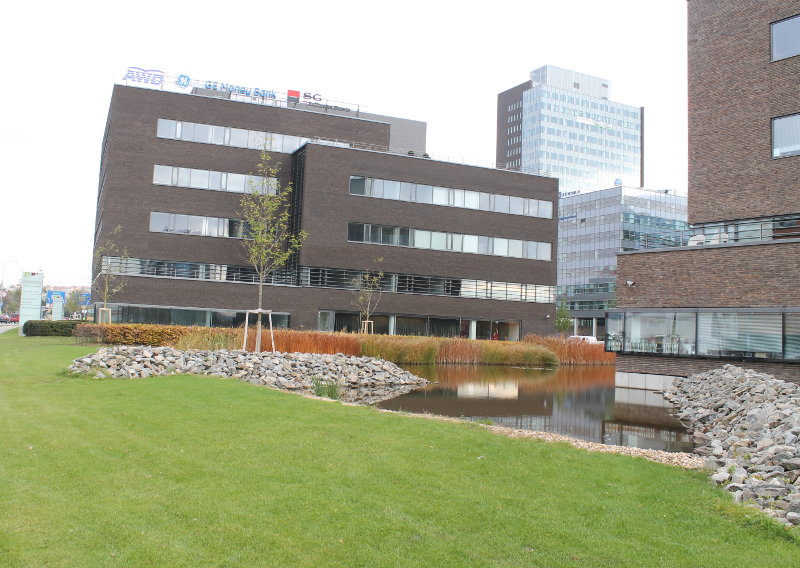
Architektonické úpravy zeleně mezi administrativními budovami v Brně.

### Praxe
Studie ze Švýcarska ukazují, že druhově chudé a nudné zahrady jsou obecně považovány za estetické. Nikdo nepovažuje za krásné zcela chaotické zahrady. Hodnocení krásy je často závislé na mínění sousedů a návštěvníků, mínění širšího okolí a prioritách, hodnotovém řebříčku celé společnosti. Někteří lidé si snadno vytvářejí své představy o kráse v závislosti na mínění okolí nebo se kromě svých příbuzných nechají řídit přímo pokyny takové osoby jako je „arbiter elegantum“, „kulturtrégra“ nebo „módní policie“ bez ohledu na své potřeby. Při tvorbě zahrad obecně se ale lze často setkat s potřebou napodobovat sousední zahrady, nevybočovat. Úpravy v 21. století jsou proto stále poměrně standardizované.

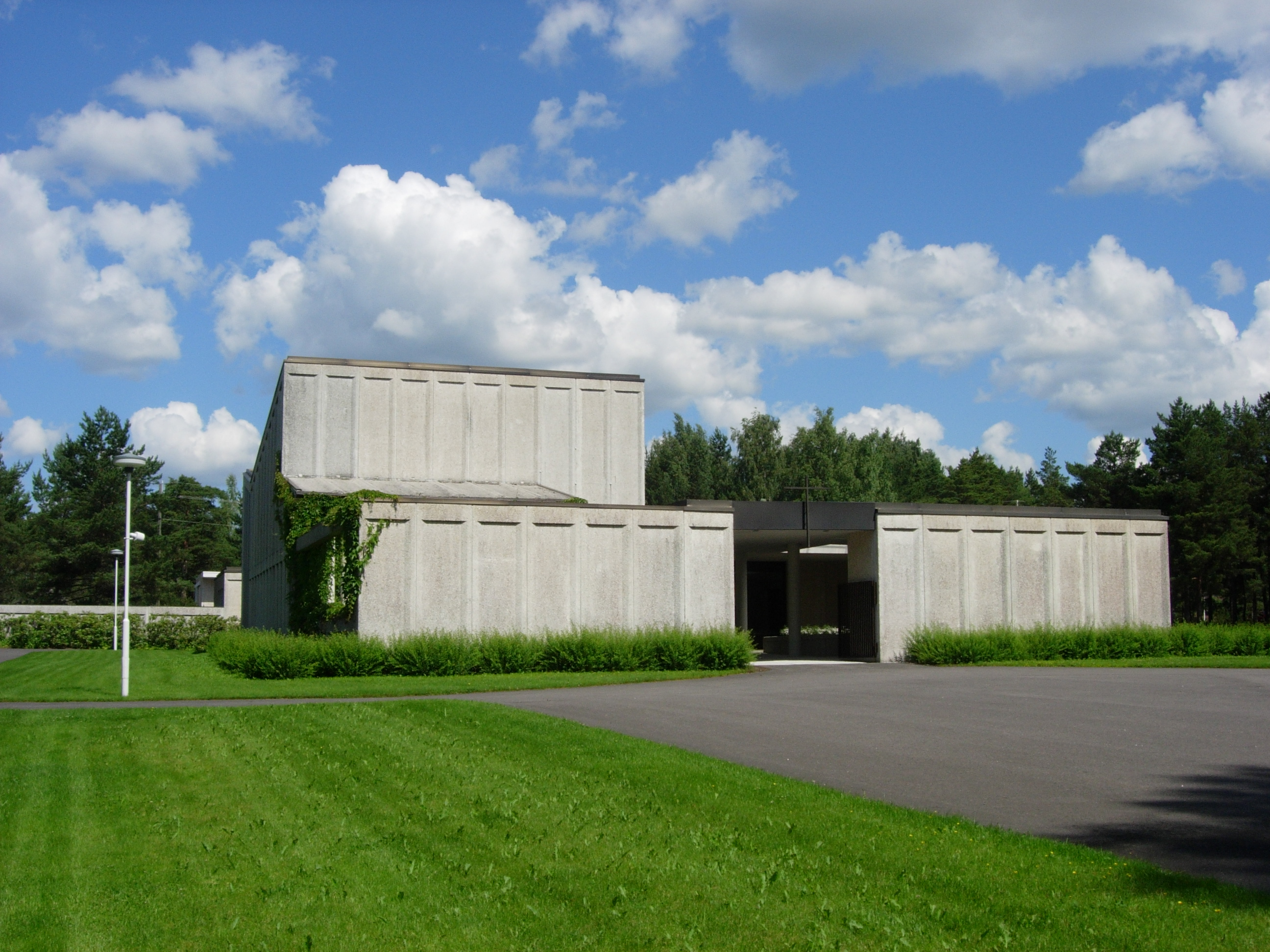
Pohřební kaple, dokončeno v roce 1980 ve Finsku (autor Heikki Sarainmaa).

Mezi stylizace přírody spíše než vytváření přírodních, přirozených, přírodě podobných celků lze ještě zařadit některé moderní úpravy, inspirované přírodou. Jakkoliv mohou být nepravidelné, obvykle je možné je řadit právě mezi architektonické zahrady nebo umělecké instalace a aranžmá „nové přirozenosti“. Ty navazují na funkcionalistická schémata a inženýrská umělecká díla se sociálním přesahem.
Jako „přírodní zahrada“ totiž bývají označovány i úpravy, kde je přírodní vyznění celku pohřbeno pod vrstvou přísných linií, ostrých hran, architektonických doplňků. Přesto, pokud autor knihy popisující přírodní úpravy, zde propaguje architekty upravující zahrady přírodě velmi vzdáleným způsobem a jako „ospravedlnění modernismu ve spojení s přírodními výsadbami“, inspirovanou domorodými materiály, je vzdálen použití, praxi a zásadám přírodních zahrad.

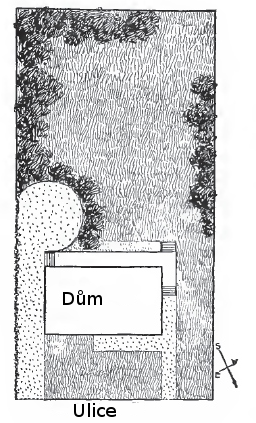
Obrázek z knihy Samuela Parsonse, How to plan the home grounds, 1899

Přírodní zahrady, zahrady inspirované přírodou, lze považovat za jiný styl, zcela odlišný od stylu moderní zahrady 20. století, zobrazující nebo napodobující přírodní kompozice a malebné celky. Takové zahrady nevytváří umělou jednotnou „novou přirozenost“, ale využívají znalosti a krásy skutečné přírody. Důležité jsou však použité prvky a celkový způsob úpravy. Za přírodní zahrady jsou na počátku 21. století vždy považovány úpravy které vzhledem blízké skutečné přírodě, ačkoliv součástí mohou být části, které usnadňují používání zahrady, „divoká zahrada“ obvykle převažuje. Jako doplňky jsou používány pítka pro ptáky, ptačí koupaliště, domky pro bezobratlé apod.

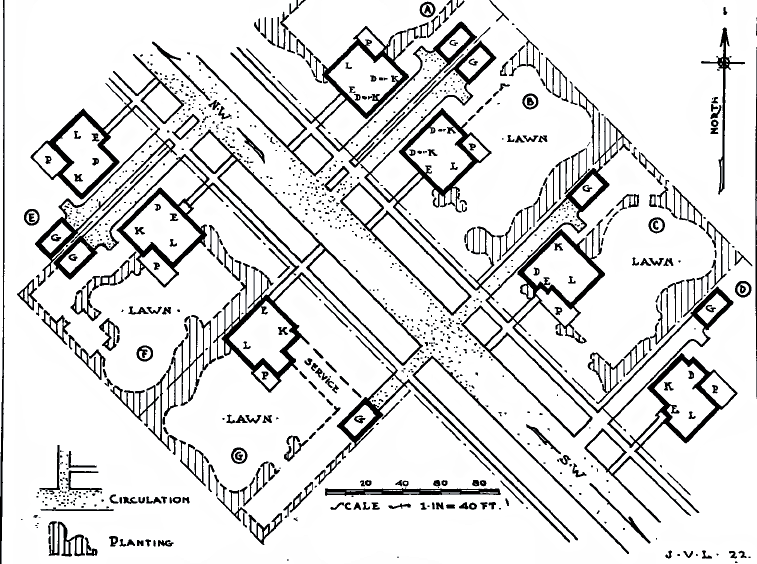
Edward Gorton Davis, Landscape planning for small homes, 1922

Za moderní úpravu, obecně žádaný a poměrně běžný druh zahrad je v ČR považována úprava založená na velké ploše pravidelně nízce koseného trávníku na hranicích pozemku ohraničeného řezaným živým plotem ze stálezelených jehličnanů do výšky asi 2m v obdélníkovém průřezu. Na živé ploty jsou obvykle používány túje, považované obecně za atraktivní. Taková jednoduchá úprava zahrady je běžně označována jako funkcionalistická, minimalistická. Minimalismus a funkcionalismus jsou považovány za soudobý a moderní směr v ČR v architektuře obecně, propagovány a stavby a úpravy s těmito rysy často realizovány.Je li tato plocha dokonalá rovina, je při správné údržbě běžným pozorovatelem obvykle na počátku 21. století subjektivně hodnocena jako estetická (bez zjevných estetických vad). Není bez zajímavosti, že v 18. století a v 19. století by takovou značně stereotypní úpravu považovali za ohavnost, zcela ji odstraňovali, nahrazovali úpravou terénních vln a podobně. Tato častá úprava je někdy označována jako americká zahrada a tento praktický druh zahrad je na počátku 21. století rozšířen po celém evropském kontinentu i na ostrovech. Dokonale udržované travnaté plochy jsou velmi často ve 20. století a na počátku 21. století označovány výrazem „anglický trávník“.
„Když zahradnictví bylo vedeno geometrickými principy školy pana Le Notre, byly za dokonalé výsadby považovány přímky stromů, nebo pravidelné tvary vysázených rostlin. Protože efekt tohoto stylu zahradničení značně záležel na rovném povrchu země, často obdivujeme pracovní sílu, která byla použita k tomu, aby byly odstraněny nerovnosti, jenž příroda postavila proti tomuto vkusu, který však byl spíše chorobou úsudku.… …Se změnou století byl zahradnický vkus změněn.… …Dokonalost v zahradničení podle nového vkusu sestávala z vlnité linie… …řady statných veteránů… …byly nemilosrdně skáceny… …pouze pro rozbití jejich řad.“ (Humphry Repton v kapitole Starověká a moderní zahradní architektura)
Česká zahradní architektura u nákladnějších úprav na počátku 21. století obvykle s minimem invence kopíruje západoevropské vzory architektonických úprav nebo používá způsoby úpravy známé z 20. století. Důvod ustrnutí vývoje je diskutován, logicky je uváděn přístup zákazníků jako příčina.
„Jedině tím, že se bude měřit z nejlepšími ve světě, se dostane domácí architektura ze začarovaného kruhu vyznačeného funkcionalismem dvacátých a třicátých let minulého století. Svět nebude donekonečna čekat až se konečně rozkýveme.“ (Vladimír Sitta, architekt, o zahradní architektuře počátku 21. století v ČR)
V mnoha případech je běžná soudobá zahrada majitelem nebo architektem doplněna jednotlivými nebo nahloučenými různobarevnými keři a stromy leckdy i bez ucelené koncepce a celkové harmonie. Důvodem takové úpravy bývá zvýšení nákladů a tedy vyšší provize pro architekta, osobní záliba architekta v hromadění bizarních kultivarů, touha majitele vlastnit neobvyklé artefakty a ukazovat je jako důkaz této záliby (sběratelství rostlin) a jeho schopnosti artefakty vlastnit, nebo touha majitele co nejvíce zpestřit zahradní úpravu. Ať tak či onak, je tento způsob úpravy architektonických zahrad v ČR častý.

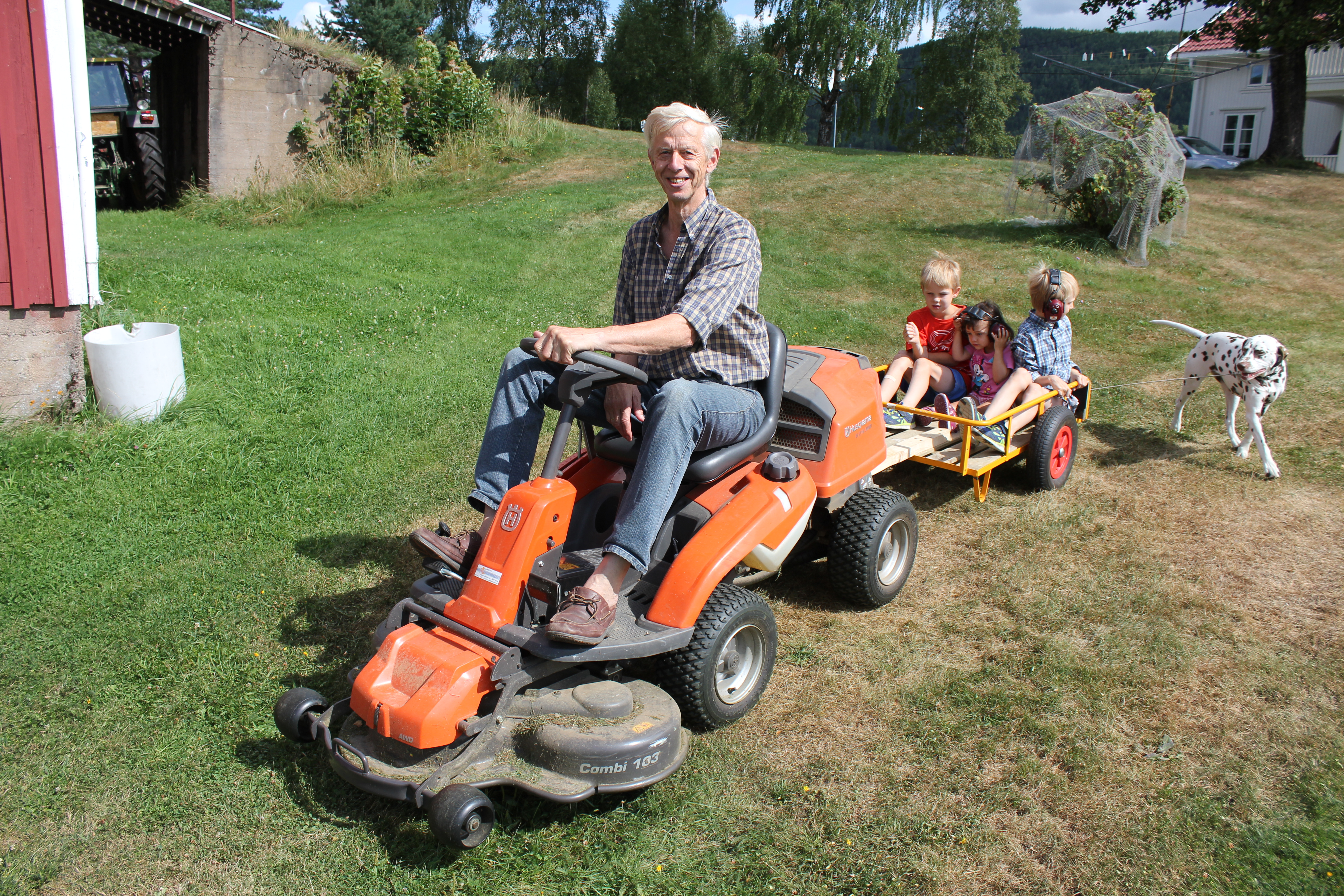
Anglický trávníček u statku.

### Vzestup a pád americké zahrady
Od konce 20. století se v ČR prosazují u obytných budov okrasné zahrady a veřejná zeleň je více udržovaná. S výměnou generací a nástupem intenzivního pracovního tempa prosazují čistě okrasné zahrady (označované někdy jako „zahrady pro lenochy“ a mrhání půdou). Tato výměna je postupně natolik kompletní, že na vesnicích je na počátku první dekády 21. století lze stejně vzácně vidět udržované zeleninové zahrady jako ve městech.[zdroj⁠?!] „Nejvíce ubývá menších pěstitelů s výměrou zeleniny do pěti hektarů. Tato situace zřejmě souvisí s měnícím se životním stylem. Mladá generace na svých zahrádkách preferuje raději parkovou úpravu než produkční plochy.“(časopis Farmář 2011)
Okrasné zahrady v tomto období si berou za vzor dokonalosti americké zahrady satelitních městeček, tedy trávník roubený živým plotem z tújí. Tento vzor je v ČR tak rozšířen, že stejně jako se k pojmu anglická zahrada a francouzská zahrada poutají přesné znaky, je tato „americká zahrada“ zcela jasně specifikovatelná. V ČR je však obvykle na přelomu tisíciletí taková „americká zahrada“ zakládána, a udržována bez každodenní zálivky, znalostí o nezbytné chemické údržbě toxickými látkami a často kvalitní mechanizace. Tedy s výsledkem, který u majitelů nevyvolává úplnou spokojenost, ačkoliv pozitivní stránky takové úpravy, zejména zpočátku, vedou k jejímu dalšímu rychlému šíření.

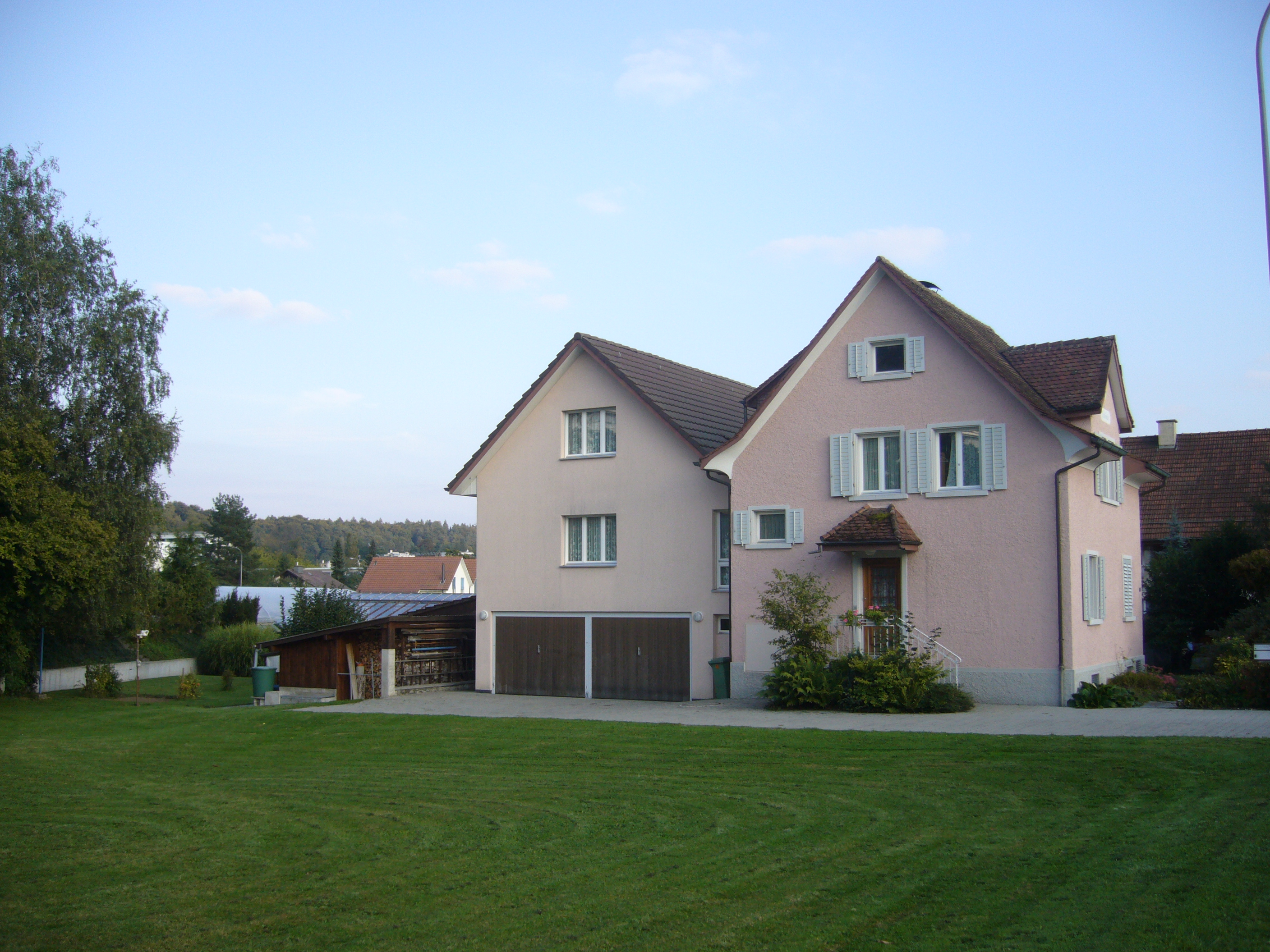
Travnaté zahrady v Německu.

Rostliny plní v zahradě 21. století často stále zcela vedlejší roli, úlohu vizuální clony a zelené zdi. V zahradě je struktura hmot a nápaditý výběr stavebních prvků, přímé linie, plochy a dokonalost zpracování, pro výraz celku důležitější než výběr rostlin a způsob výsadby nebo dokonce harmonické vztahy v díle. Celá kompozice je vždy velmi jednoduchá (minimalistická, puristická, funkcionalistická). Tyto úpravy v ničem nenavazují na náboženskou a meditativní tradici nebo poetiku čínských a japonských zahrad ale jsou následovníkem funkcionalistické úpravy zahrad a parků poloviny 20. století.

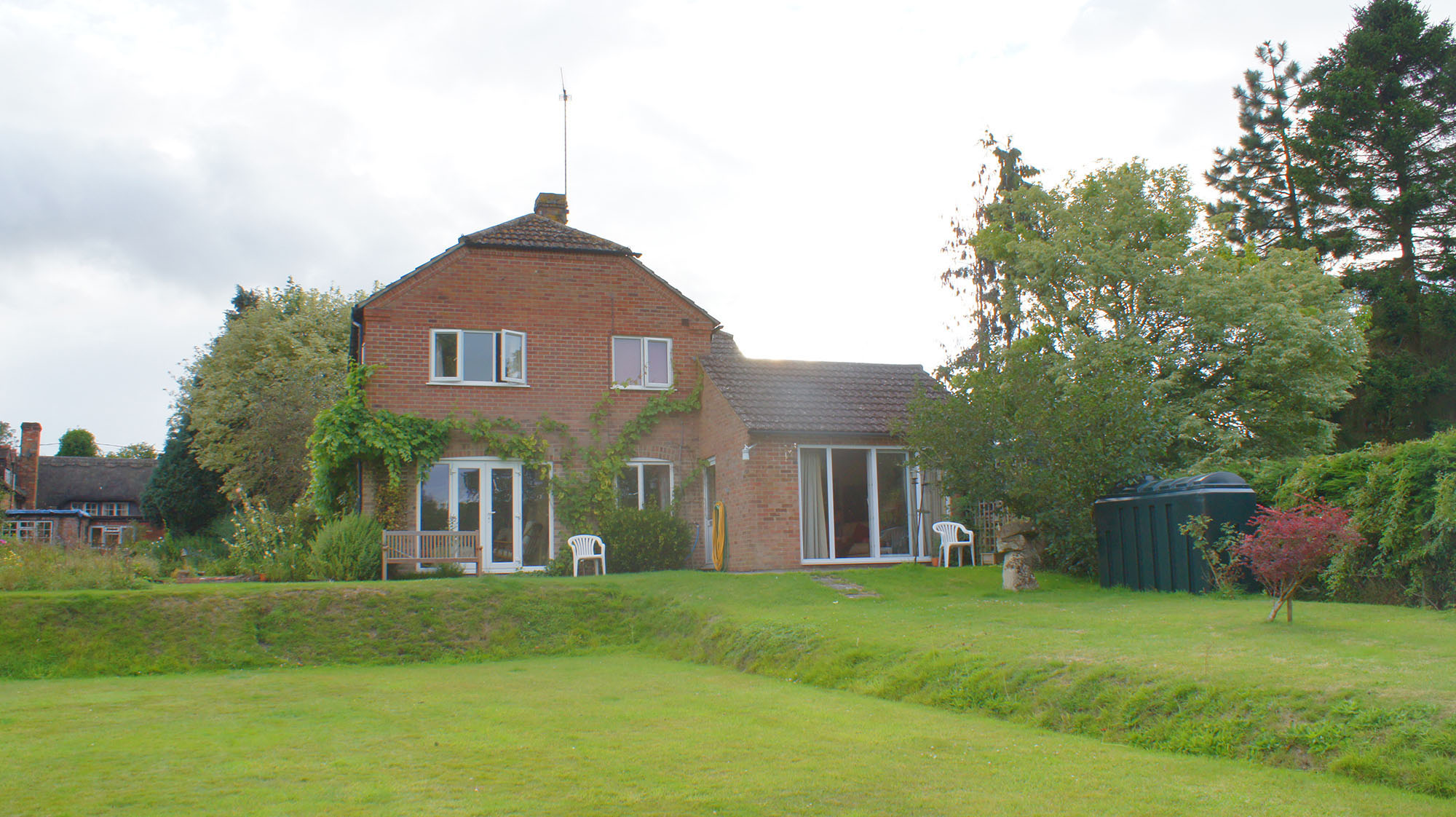
Zahrada s tvarovaným terénem.

Důležitou a obvyklou součástí zahrady u obytných budov bývá koupací bazén se zářivým blankytně modrým nátěrem, přímo u domu. Vodní plochy, které nejsou v blankytně modrých nádržích nejsou určeny ke koupání, ale je stereotypem takové vodní plochy používat jako dekoraci sloužící k odrážení obrazu okolí. Hladina nádrží je obvykle hladká nebo se jedná přímo o geometricky jednoduché plochy kovu, betonu, kamene na němž stojí nebo pomalu stéká malá vrstva vody. Celá kompozice může nebo nemusí mít nějakou symboliku, pokud je použita symbolika, je jasně srozumitelná a často se jedná o čitelnou metaforu, napodobení a podobně. Zahrady bývají vhodně nebo méně vhodně osvětleny a běžnou součástí je automatická závlaha. Budovy v moderní zahradě majitelů sociálně nadřazené skupiny mívají rozsáhlé prosklené plochy z kterých je výhled na zahradní úpravu, tak jak tomu bylo ve stavbách majitelů sociálně nadřazené skupiny na počátku minulého století. Velmi prakticky bývá použit kamenný mulč na mulčovací textilii nebo plochy barevné kamenné drtě a šotoliny, gabiony
Podobným způsobem jsou upravovány různorodé zahrady v Evropě a lze je společně označit jako dekorativní, architektonické, postmodernistické. Tyto úpravy jsou založeny často pouze na tvarových a strukturálních zvláštnostech prvků a kompozice, symbolice, jednoduché barevnosti a vizuálních efektech, které jdou i v mnoha případech proti smyslu zahrady nebo parkové úpravy.
Používání zahrad s nízko kosenými travnatými povrchy je už od konce 20. století spojeno především v soutěživých komunitách satelitních městeček s některými pozoruhodnými módními výstřelky a zvláštními úchylkami. Takovými je například snaha vypěstovat nejzelenější, nejhustější a nejnižší trávník v ulici a vlastnit nejsilnější sekačku v ulici.
Na počátku druhé dekády 20. století, zejména ve spojení s krizí a vysokými náklady na závlahu a údržbu trávníků (pohonné hmoty, nekvalitní stroje) sílí názory, včetně odborných a mimo ekologii propagující skupiny, že trávníky není třeba udržovat bezplevelné a nízké. Spíše naopak. V té době není však již tento názor ředitelky Asociace zakládání a údržby zeleně, která jej jasně vyslovuje, nijak revoluční a je zřejmé, že spíše naznačuje další vývoj který znamená blížící se konec jedné dlouhé etapy. To naznačují i realizace firem pracující na veřejné ploše i soukromých zahradách s vysokými nebo květnatými trávníky. V USA a západní Evropě se prosazují úpravy nazývané „meadow garden“, „american meadow garden“, s tím že jde o styl navazující na americké „prérijní zahrady“ z divokých květin, provedením a materiálem jsou však bližší venkovským zahradám G. Jekkylové než přírodním zahradám.

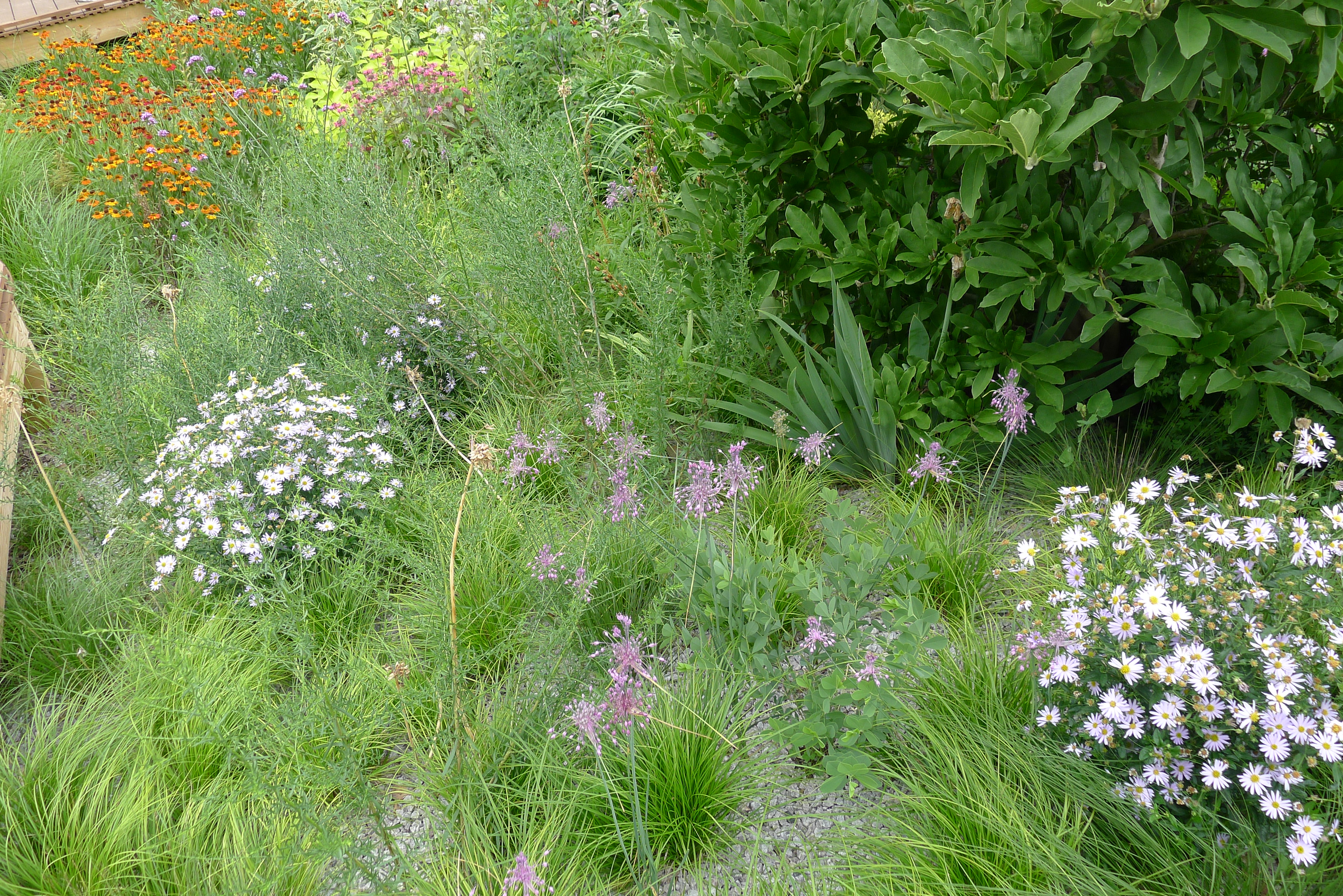
„Meadow garden“.

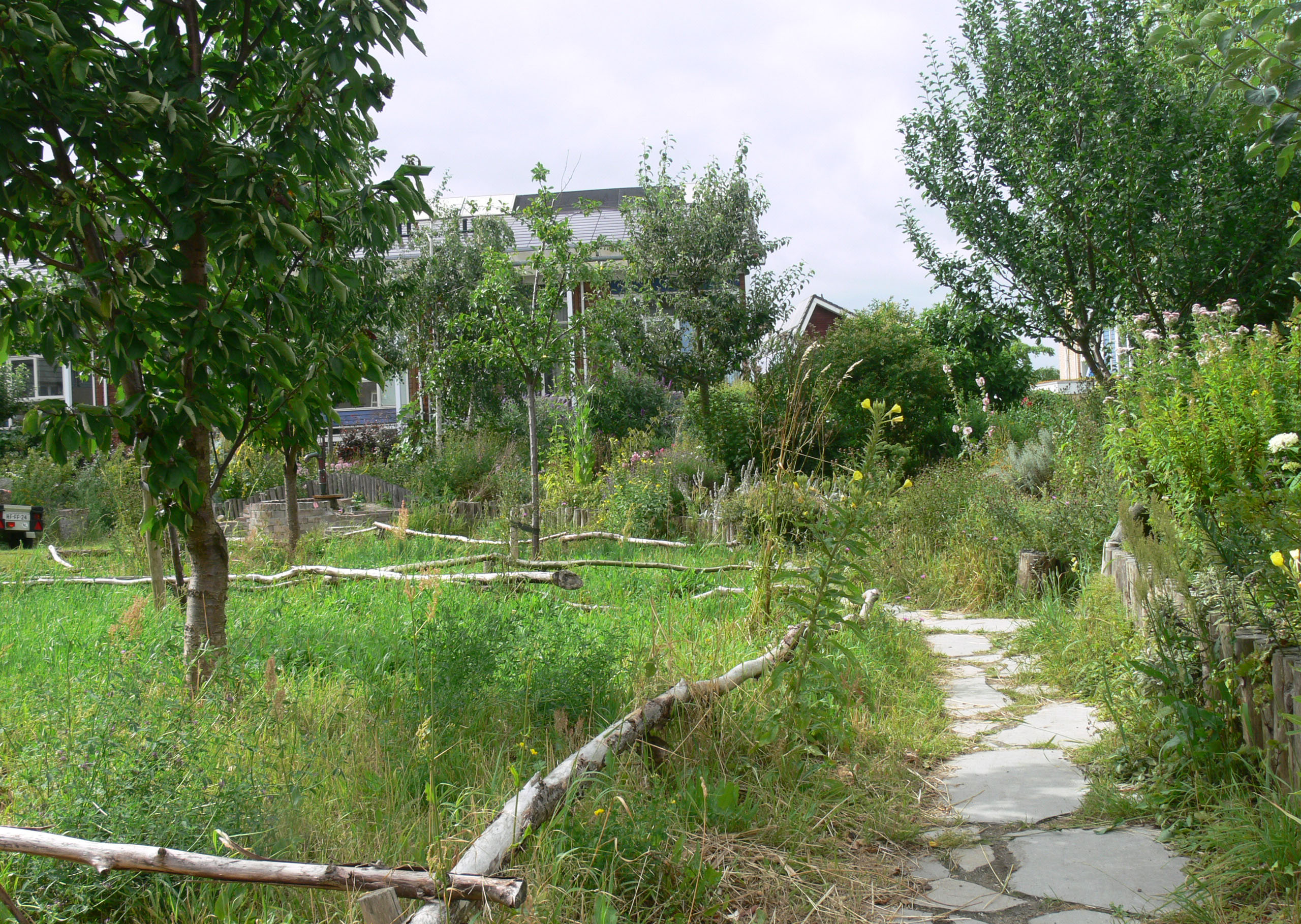
Permakulturní nebo přírodě blízká zahrada v USA.

### Permakultura a přírodní zahrady
„Tradičně považujeme za zahradu oplocený pozemek na němž vytváříme exotické fantazie, zcela vzdálené tomu co je za plotem. Taková zahrada vyžaduje nepřetržité ošetřování. Je nezbytné aby se zahradník tak vzdálil od přírody?“ (John Brookes)
Permakulturní a přírodní zahrady jsou v mnoha ohledech zcela opačným směrem při porovnání s moderními zahradami navazující na úpravy běžné ve 20. století. Tyto úpravy jsou zásadami do značné míry vylučující se a konkurenční vůči moderním zahradám. Přesto v mnoha případech lze pozorovat v moderních zahradách na menších i velkých omezených plochách použití přirozeně rostoucích rostlin a společenství.

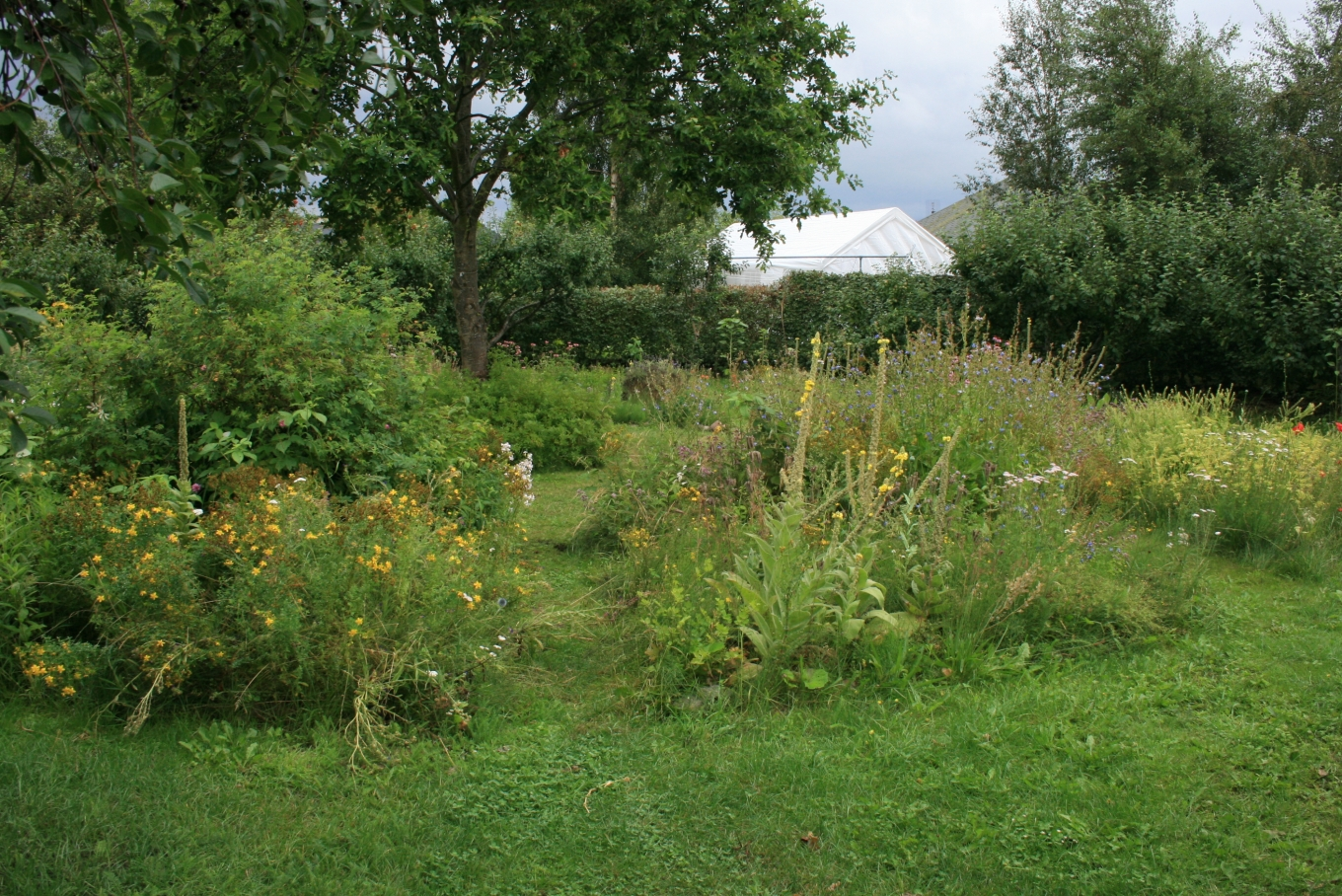
Zahrada v Dyssekilde v Norsku.

Během krátkého období na počátku 21. století, byly propagovány principy trvale udržitelného hospodaření a šetrnosti k přírodě, což se projevilo i na krátkodobém vzrůstu zájmu o permakulturní hospodaření, líné hospodaření a trvale udržitelné zahrady. Tyto pokusy byly často podpořeny předpověďmi úplného kolapsu ekonomiky, vyčerpání energetických zdrojů a nezbytnosti návratu středověkého hospodaření, a to přesto, že permakultura by v takové situaci nebyla pomocí a nedokázala by nahradit současné zemědělství orientované na vysoké výnosy. Snahy o trvale udržitelné zeleninové zahrady, permakulturní zemědělství se s větším úspěchem setkávají v okrasných úpravách, jako přírodní zahrady (někdy nazývané i „divoké“ nebo „ekologické“ apod.).
Přírodní zahrada má jako biotop pro pomoc při ochraně rostlinných i živočišných druhů skutečný význam (tedy ji lze považovat za smysluplnou), alespoň na rozdíl od jiných zahradních úprav, které mají pro místní druhy někdy vážné dopady. Přírodní zahrada má často výrazné, ačkoliv specifické, estetické kvality, lze ji považovat za žádoucí, ekonomicky nemusí být vůbec nákladná a lze ji použít k rekreaci. Často majitelé zkoušejí přírodní úpravy z ekonomických důvodů, nízkých nároků na údržbu a z pocitu že pomáhají přírodě. Takto upravená zahrada, přírodní zahrada, je považována za moderní. Přírodní zahrady a úpravy, které lze v některé části takto charakterizovat, propagovány a prosazují se jak v zemích mimo ČR tak, pomaleji, i v ČR. Vliv trendu přírodních zahrad se více či méně odráží i v dílech místních zahradních architektů ohodnocených cenami v architektonických soutěžích a závisí jen na majitelích zahrad, aby tento vznikající trend dále podpořili v nějaké podobě či více či méně stylizované úpravě moderní zahrady, nebo jej odmítli či opominuli.

### Feng šuej zahrada
Feng šuej zahrada je lidmi upravený pozemek, zahrada jejíž úprava podléhá pravidlům filosofie feng-šuej, učení, které navazuje na čínské (taoismus) a indické (hinduismus) teologické praktiky. Umění feng-šuej podle dostupných materiálů má spočívat v schopnosti ovládnout tok energie tak, aby z ní měl člověk co největší užitek.
Úprava zahrad ve stylu feng-šuej je zřejmě do značné míry kompatibilní ke všem zahradním stylům. Zahrada podle feng šuej může odpovídat jakémukoliv architektonickému slohu. Pokyny a filosofické zásady mohou být i dosti odlišné podle skupiny myslitelů, kterými se ten který směr feng šuej řídí. Zřejmě nejvýznamněji jsou u tvorby feng šuej zahrady zásady geomantie, které jsou oproti jiným značně stálé a založeny na historických mýtech. Do zahrady lze zakoupit ochranné, štěstí, slávu a bohatství přinášející, sexualitu a další činnosti povzbuzující amulety, sošky a další artefakty. Teologický účel, působení rostlin a objektů, je zcela jednoduše odvozen od jejich tvaru, struktur, barvy a hmoty z které jsou vytvořeny. Některé objekty mají více léčivých, pomocných či škodlivých schopností. Mnoho osob považuje placené pokyny, artefakty a služby spojené s vytvářením feng šuej zahrad za tradiční způsob, jak bez velké námahy vytáhnout z naivních důvěřivců co nejvíce prostředků a feng šuej kritizují. Feng šuej není samostatný zahradní styl, je souborem určitých náboženských nebo filosofických praktik a doporučení populárních osob, která jsou v Americe a Euroasii 21. století poměrně .
Zahrada se má podle „feng šuej“ neustále vyvíjet a žádná konečná podoba neexistuje. Vytvořit ideální zahradu podle „feng šuej“ nelze, zejména v západním kulturním okruhu ne. Nad všechny návody a pokyny a pravidla Pakua je nejdůlepším pravidlem následující - aby se uživatel v zahradě cítil dobře. Správné rostliny v zahradě mají především vhodně odpovídat svému použití.

## Doplňky moderní zahrady
Užitné hodnotě přispívá zahradní nábytek.Tyto zahradní úpravy založené na předpokládané praktičnosti jsou na počátku 21. století nabízeny a široce propagovány veřejnosti médii jako ideál krásy. Soudobá zahrada může být majitelem zaplněna různorodými drobnými doplňky vyjadřujícími jeho osobnost a bezpečnostními prvky.

## Tvůrci moderní zahrady
Zakladatelé spíše přírodních moderních stylů byli často vedeni malíři (obrazů), básníky a umělecky založenými laiky, nebo tvůrci takových stylů moderní zahrady sami byli laici. K dokonalosti však obvykle dovedli styl zahradní odborníci. Tvůrci návrhů geometrických zahrad byli často stavební architekti nebo stavitelé přilehlých budov, výrazně technicky založení lidé.
Návrhy a úpravy okrasných i užitkových zahrad v 21. století v ČR provádí jak firmy zabývající se nejrůznějšími obory zahradnictví tak firmy provádějící stavební a zednické práce, úklidové práce, prodej a instalaci bazénů, vodoinstalace, a mnohé další. Zahradnictví je obor, v kterém lze v ČR získat osvědčení absolventa po jednoletém studiu na zemědělské škole nebo učilišti. Roční výuka odborného oboru „zahradník“ zahrnuje i praxi. Zahradní a krajinářská architektura je studijní obor na vysoké škole zemědělskéa zahradní architektura může být vyučována jako volitelný předmět na VŠ se stavebním zaměřením.
V ČR v 21. století působí organizace Česká komora architektů jako společnost která zastupuje zájmy členů. Česká komora architektů od doku 1992 uděluje autorizaci pro obor „zahradní a krajinný architekt“. Dle Autorizačního řádu ze dne 6. 9. 2004 autorizace s číselným označením A3 má oprávnění užívat chráněný titul „autorizovaný architekt – zahradní a krajinářské úpravy“, nebo „autorizovaný zahradní a krajinný architekt“.
Rovněž zde působí Společnost pro zahradní a krajinářskou tvorbu (SZKT), která je občanskou organizací osob, které se profesionálně zabývají prací v nějaké oblasti oboru zahradní a krajinářská tvorba. Jedna sekce společnosti SZKT - Sekce zahradních a krajinných architektů je od roku 1996 členem Světové organizace zahradních a krajinných architektů IFLA, jehož součástí je rovněž součástí Česká komora architektů.
V ČR rovněž působí SZÚZ, Svaz zakládání a údržby zeleně, který pořád i soutěže s vyhlášením nejlepších architektonických návrhů a úprav zahrady. Lze předpokládat, že vítězné zahrady odráží trendy určující tvorbu zahradních architektů v ČR.
Návrhy moderních zahrad a parků v Evropě zakládají často velké zavedené architektonické "studia" provádějící architektonické návrhy staveb u těchto ploch. Takové úpravy jsou obvykle vhodným doplňkem ladícím se stavbou. Světová organizace zahradních a krajinných architektů (IFLA) a evropská organizace (EFLA), 1. ledna 2007 splynuly v jednu organizaci (IFLA).